# Українсько-польські відносини

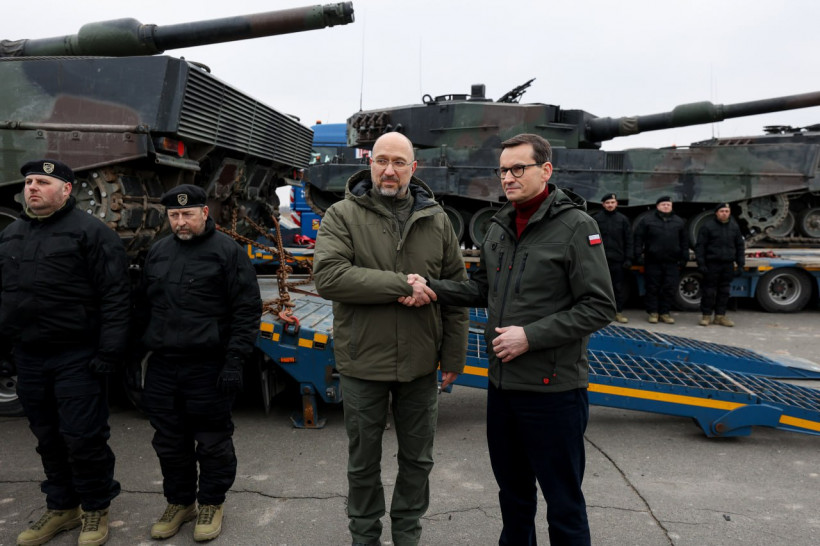
Денис Шмигаль та Матеуш Моравецький зустріли в Україні перші танки Leopard 2, надані Польщею, 24 лютого 2023

Українсько-польські відносини — двосторонні відносини між Україною та Республікою Польща на міжнародному рівні у галузях міжнародної політики, економіки, освіти, науки, культури тощо.

## Історія

### Польща та Русь-Україна
Одне з найбільш ранніх подій історії відносин Русі-України та Польської держави, зазначених у літописах, відноситься до 980 року, коли київський великий князь Володимир Святославич відвоював у поляків східнослов'янські Червенські міста (в верхів'ях Західного Бугу).
В 1018 році Святополк Окаянний, який втік із Києва, звернувся за допомогою до польського короля Болеслава I Хороброго, який зумів перемогти Ярослава Мудрого в битві на річці Бузі. Київський похід Болеслава I увінчався взяттям міста, проте Болеслав замість того, щоб передати владу Святополку, почав правити в місті сам. Обурені жителі Києва підняли повстання, в ході якого почали «бити ляхів». Болеслав утік зі скарбницею і полоненими сестрами Ярослава Мудрого. Червенські міста, знову опинилися під владою Польщі, були повернуті Ярославом Мудрим і його братом Мстиславом Хоробрим в 1030—1031 роках.
Подібні події сталися 1069 року, коли князь Ізяслав Ярославович втік до Польщі до свого племінника Болеслава II Сміливого і той, здійснивши похід на Київ, втрутився в руську династичну суперечку на користь Ізяслава. Згідно з легендою, меч-реліквія на ім'я Щербець, який використовували при коронації польських королів, отримав щербину при ударі Болеславом I або Болеславом II об Золоті ворота в Києві. Перший варіант не може бути правдою через те, що Золоті ворота були зведені в 1030-і роки, другий не підтверджується вуглецевим методом датування меча, який, як виглядає, був створений не раніше другої половини XII ст..
Пізніше, в період феодальної роздробленості, Червенські землі входили до складу Волинського і Галицько-Волинського князівства, а в XIV ст. їх знову захопила Польща. На даний час ця область, відома також як Червона Русь, розділена між Польщею, Україною та Білоруссю.
Як і Русь, Польща зазнала на собі в XIII ст. кілька монгольських вторгнень, однак, незважаючи на руйнування, монгольське іго над польськими землями встановлено не було, що згодом забезпечило Польщі перевагу в розвитку торгівлі, культури і суспільних відносин. У 1340 році помер Володимир Львович, останній галицький престолонаслідник з династії Рюриковичів, після чого Галицьке князівство було захоплено військом Казимира III і приєднано до Польського королівства.

### Південно-Західна Русь у складі Польського королівства і Речі Посполитої
У пізньому Середньовіччі під прямою владою Польщі перебувала Галичина, тоді як основна частина руських земель перебувала у складі Великого князівства Литовського. Після укладення польсько-литовської Люблінської унії і освіти Речі Посполитої, землі сучасної України перейшли в підпорядкування Корони. Дискримінаційне законодавство щодо православного населення спричинило поступову полонізацію і католичення значної частини руської шляхти. Король роздавав польським шляхтичам великі володіння в Україні, а ті, в свою чергу, встановили жорстокий соціальний і релігійний гніт. Французький інженер Боплан, який залишив в XVII столітті опис України, писав, що пани  «користуються безмежною владою не тільки над майном, але також і над життям людей. Настільки велика свобода польської шляхти (яка живе немов в раю, а селяни перебувають ніби в чистилище), що селяни виявляються в положенні набагато гіршому, ніж каторжники на галерах» . Такий стан справ, а також насадження Брестської унії, призводило до масового відходу населення в запорізькі козаки і цілої низки антипольських і антифеодальних повстань.
Після переходу Лівобережної України в підданство Московського царства, Річ Посполита зберегла за собою землі Правобережної України та Галичини. Гетьманський устрій був скасований на Правобережжі вже в кінці XVII ст., тоді ж була остаточно виведена з діловодства руська мова. Продовжилися криваві повстання проти панування польської шляхти, яка геть замикала шлях в верхи суспільства руському і литовському населенню.

### Поляки і українці в Російській та Австро-Угорській імперіях

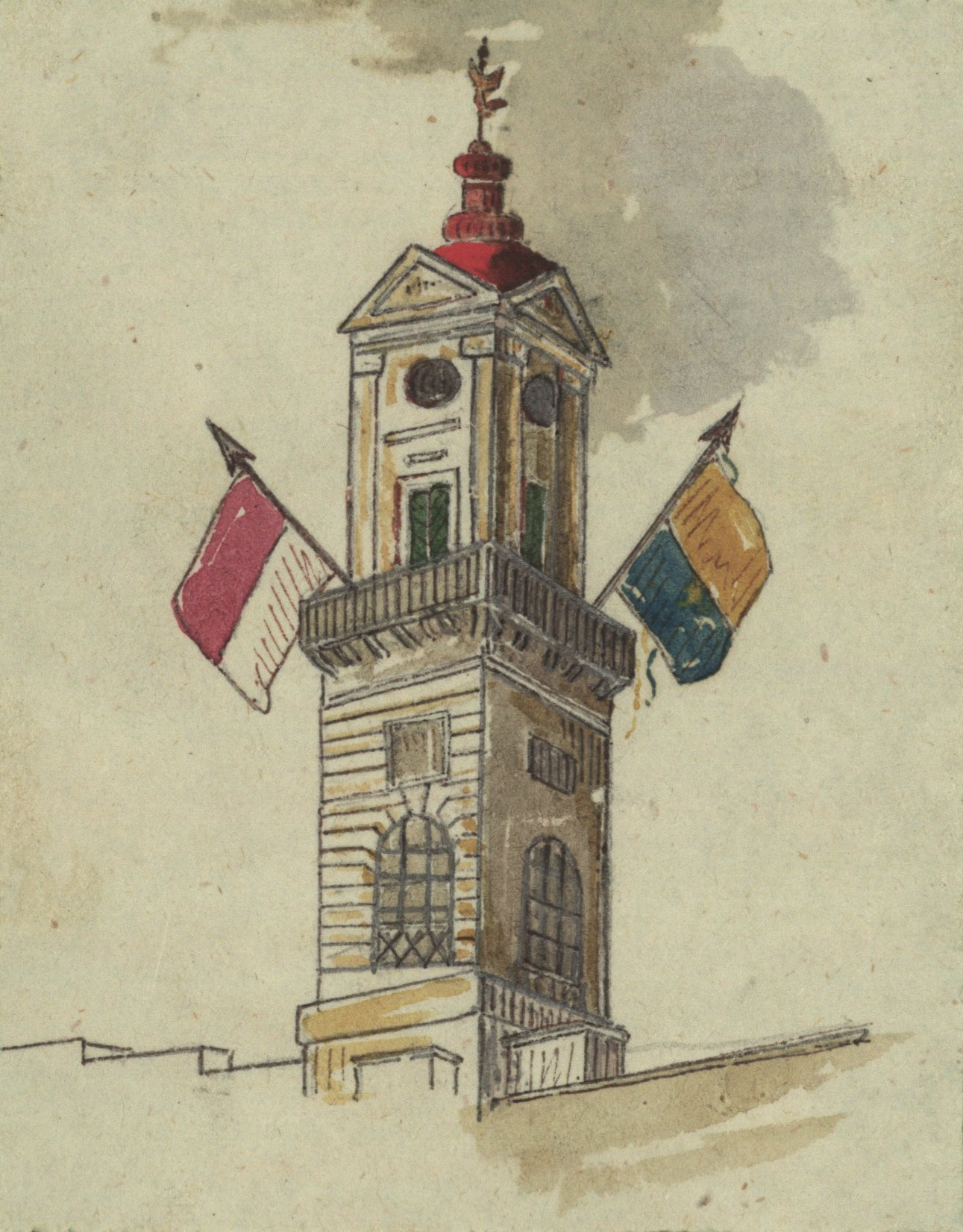
Ілюстрація Целіни Домініковської, яка показує вивішування польського та українського прапорів на ратуші у Львові під час Галицької весни народів

Після поділів Польщі до складу Російської імперії увійшли всі інші українські землі, за винятком Галичини, Закарпаття і Буковини. Однак і в складі Росії польській знаті була дана можливість зберегти впливове становище в суспільній структурі західних губерній, оскільки російська влада безуспішно намагалися заручитися її лояльністю. Однак, у міру провалу такої політики і спалахування польських повстань, протягом XIX ст. владою робилися спроби емансипувати східнослов'янське населення від польського впливу, в тому числі шляхом скасування унії і повернення правобережних парафій в православ'я. У відповідь, польські інтелектуали, в тому числі хлопомани, почали підтримувати українофільські течії і в значній мірі сприяли виникненню українського національного руху. В королівстві Галичини і Лодомерії, польська меншина, поповнилась втікачами з Російської імперії, учасниками повстання 1863 року.

### Українсько-польські відносини періоду розпаду Російської та Австро-Угорської імперій

#### Українська Центральна Рада та польські сили у Наддніпрянській Україні

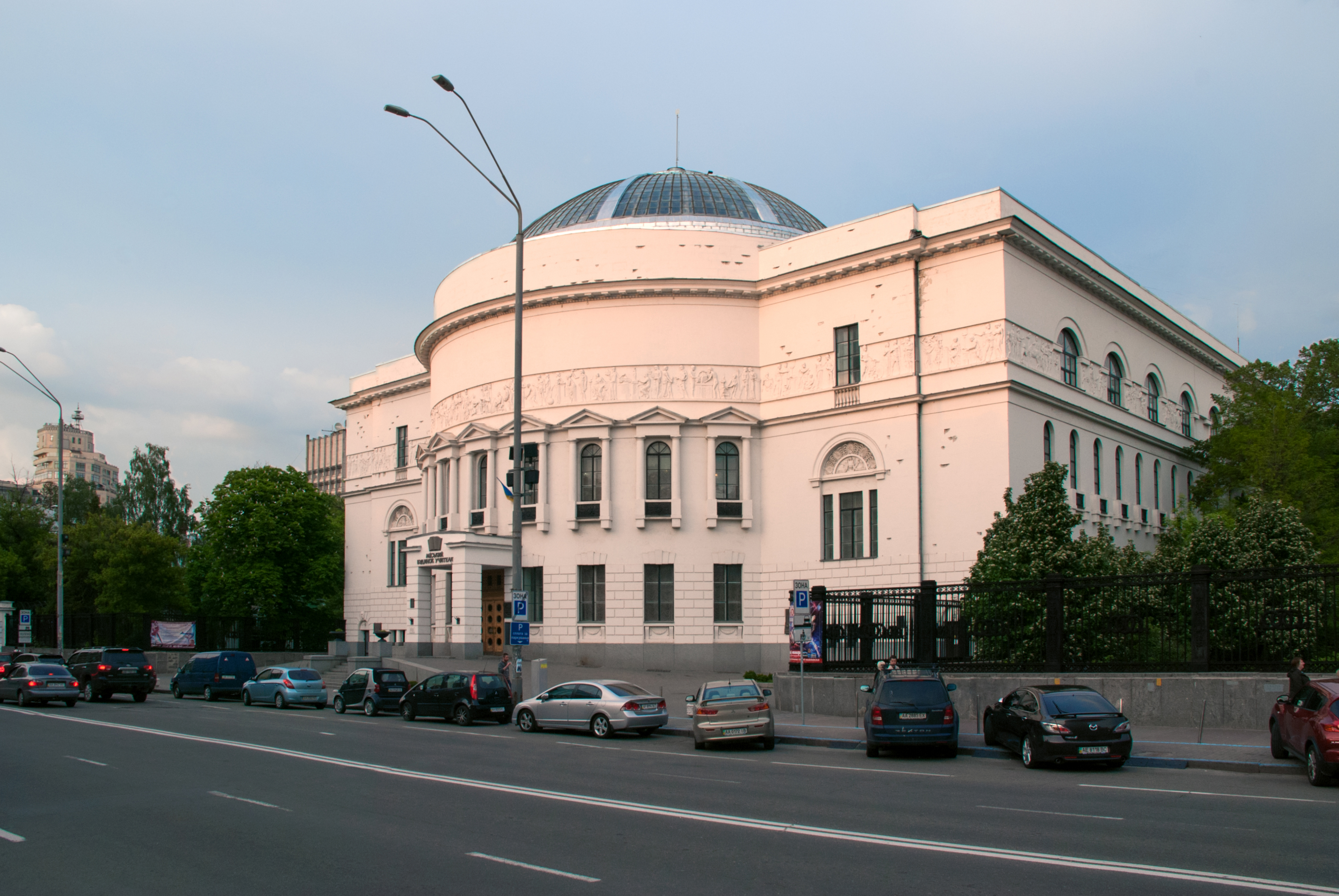
Педагогічний музей — будинок, в якому у 1917—1918 роках знаходилась Українська Центральна Рада. Україна, Київ, вул. Володимирська, 57

Станом на 1917 рік у Наддніпрянській Україні сформувались декілька політичних організацій, які претендували на право репрезентувати поляків:
- Польське соціалістичне об'єднання (ПСО) — створене за ініціативи харківського осередку Польської соціалістичної партії — Революційної фракції (ППС (р. ф.)) 3-4 березня 1917 року у Харкові. Крім ініціаторів створення до складу організації також увійшли представники Польської соціалістичної партії — Лівиці (ППС (л)) та Соціал-демократії Королівства Польського і Литви (СДКПіЛ). Наприкінці серпня 1917 року розпалося секції ППС (р-ф), ППС (л) та СДКПіЛ;
- Польський комітет виконавчий на Русі (ПКВ) — створений 6 березня 1917 року за ініціативи Національно-демократичної партії (НДП, ендеки) у Києві. Включав у себе також представників демократів і соціалістів, однак після розколу в червні 1917 року став чисто ендецькою організацією;
- Польський демократичний централ (ПДЦ) — створений 24 червня 1917 року чотирма демократичними партіям, які раніше вийшли з ПКВ.

Під час конфлікту між Тимчасовим урядом та Центральною Радою ПКВ підтримав останню, але після досягнення ними компромісу і відмови Центральної Ради визнавати комітет, що складався тільки з ендеків, єдиним представницьким органом польської меншини — пішов в опозицію до неї, перейшов на позицію «захисту внутрішньої автономії» і відмовився від запропонованих йому чотирьох місць у складі Ради. У свою чергу інші польські політичні групи визнали Центральну Раду верховною владою на Україні і делегували до її складу своїх представників: ПДЦ отримав 9 місць, 4 з яких надалі повинні були перейти до найбільш радикальних членів ПКВ, проте після їх відмови — перейшли до СДКПіЛ; ППС (л) — 7 місць; ППС (р. ф.) — 4 місця; СДКПіЛ — 4 місця, що перейшли від ПДЦ. Як ПДЦ, так і обидві ПСС у Раді виступили на позиціях досягнення Україною незалежності та побудови всередині неї польської національно-культурної автономії, на противагу «внутрішній автономії» ендеків.

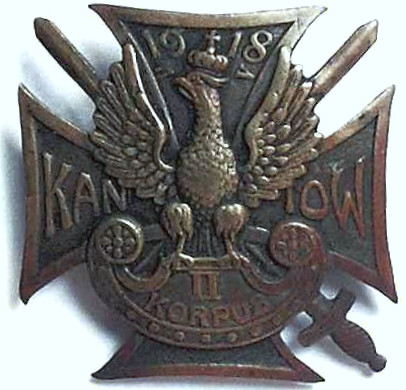
Польська меморіальна нагорода для солдат ІІ корпусу, які билися у його складі під Каневом. Надпис на нагороді: «1918 — Канів — II Корпус»

Іншою польською силою діючою тоді на території України були Польські корпуси — II, III, а також підрозділ сформований з різних родів військ в Одесі. На квітень-травень 1918 року вони налічували у своєму складі близько 10 000 чоловік, 129 кулеметів, 5 гармат, 5 бронеавтомобілів і 10 літаків. Вони, під впливом ендеків, не визнали III універсал Центральної Ради, а під час війни між УНР і Радянською Росією зайняли нейтральне положення, але після зайняття України німецькими та австро-угорськими військами почали намагатися врегулювати своє правове становище. 4 квітня 1918 року їхнє керівництво підписало договір з урядом Української Народної Республіки, згідно з яким польські частини зобов'язувалися дотримуватися суворого нейтралітету та передислокуватися для об'єднання з I Польським корпусом, а УНР зобов'язалася забезпечувати підрозділи всім необхідним. Надалі, у зв'язку з порушенням легіонерами пунктів домовленостей та під тиском німецького командування, український уряд ухвалив рішення про роззброєння польських частин: 19 квітня 1918 року за вимогою австро-угорського командування демобілізувався одеський загін; II Польський корпус був розбитий німецькими військами під Каневом; частини III Польського корпусу 14 квітня 1918 року в районі Твирова та Немирова почали бої з об'єднаними силами місцевих селян та Вільного козацтва і 18 квітня 1918 року були інтерновані втрутившимися австро-угорськими військами, якими 18 червня 1918 року були роззброєні.
Також в Україні діяла Польська військова організація (ПВО), яка вербувала офіцерів-поляків до своїх лав. Центральна Рада сприяла озброєнню завербованих нею військових, а ПВО, у свою чергу, сформувала польську бойову дружину, яка взяла участь у січневих боях 1918 року в Києві на стороні УНР.

#### Відносини між Українською Державою та Королівством Польським
Відповідно до Берестейського миру, підписаного 9 лютого 1918 року між Україною та Центральними державами, питання українсько-польського кордону мала остаточно вирішити комісія на підставі «етнографічних відносин і з узгодженням бажань населення».

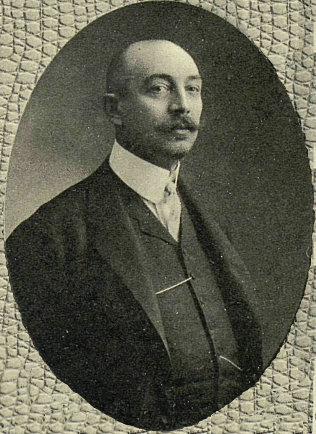
Станіслав Ванькович — Надзвичайний міністр та Повноважний посол Польщі при Гетьмані України

Тверда позиція Києва в питанні реалізації умов Брестського миру щодо північно-західних кордонів змусила Регентську раду Королівства Польського ініціювати встановлення дипломатичних відносин з Україною. До Києва прибув Станіслав Ванькович — представник в ранзі надзвичайного посла і уповноваженого міністра, а 7 жовтня 1918 року до МЗС України ним був переданий список членів польського дипломатичного представництва в складі радника, 1-го та 2-го секретарів, пізніше до них приєдналися консульський радник, військовий аташе і керівник рееміграційного відділу. У відповідь Рада міністрів Української Держави 20 жовтня 1918 року ухвалила постанову про створення у Варшаві посольства 2-го розряду, виділивши на його створення 31 222 карбованці, проте у зв'язку з початком в Україні повстання воно так і не почало діяти. 26 листопада 1918 року з боку України був призначений віце-консул у Лодзі, 29 листопада 1918 року — тимчасовий виконувач обов'язків генерального консула у Варшаві. З боку Польщі ж планувалося відкриття генерального консульства в Києві та консульств в Одесі, Харкові та Єлисаветграді, що, однак, не було реалізовано через подальщі події.

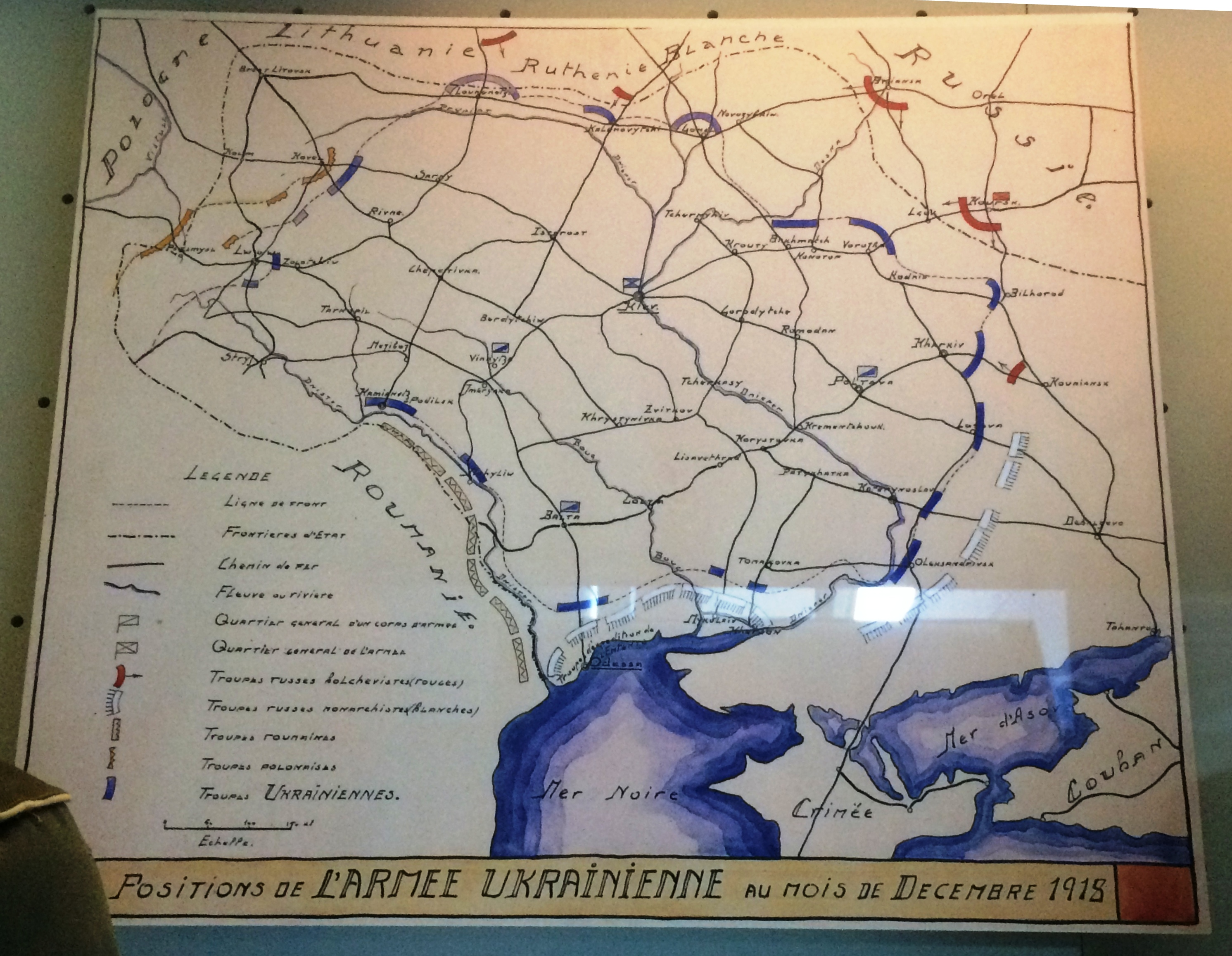
Положення української армії в грудні 1918 року. Бельгія, Брюссель, Королівський музей армії

Після встановлення дипломатичних відносин основними питаннями у міждержавних взаєминах стали проблеми польських біженців і військових формувань на території України. Так українським урядом польському послу було виділено безвідсотковий кредит в розмірі 1 000 000 карбованців для надання допомоги польським біженцям, а поляки, які бажали переселиться на історичну батьківщину, були звільнені від служби в українській армії. Відносно ж польських формувань, які створювалися на Волині та передислоковувалися на батьківщину з Новоросійська і Миколаєва, українською стороною було прийнято рішення ініціювати підписання з польським представником договору, що передбачав забезпечення даних формувань обмундируванням та спорядженням з боку українського уряду. Подібні кроки на зустріч полякам Київ робив у розрахунку на доброзичливу і конструктивну позицію Варшави в питанні демаркації міждержавного кордону, вже заручившись в цьому питанні підтримкою Німеччини. Однак внаслідок Листопадової революції та виходу Німеччини з Першої світової війни Україна позбулася її підтримки в цьому питанні, в той же час Регентська рада у Варшаві передала владу Юзефу Пілсудському. Нова польська влада висунула претензії на Східну Галичину та Західну Волинь, окупувавши до кінця листопада частину останньої, Холмщину і Підляшшя. Одночасно з цим в Східній Галичині почалася війна між проголосившою незалежність ЗУНР і Польщею, в якій Наддніпрянська Україна виступила на стороні галицьких українців. Таким чином на кінець 1918 року Україна фактично опинилася в стані війни на два фронти, одночасно ведучи бойові дії як проти більшовиків, так і проти поляків.

#### Польсько-українська війна

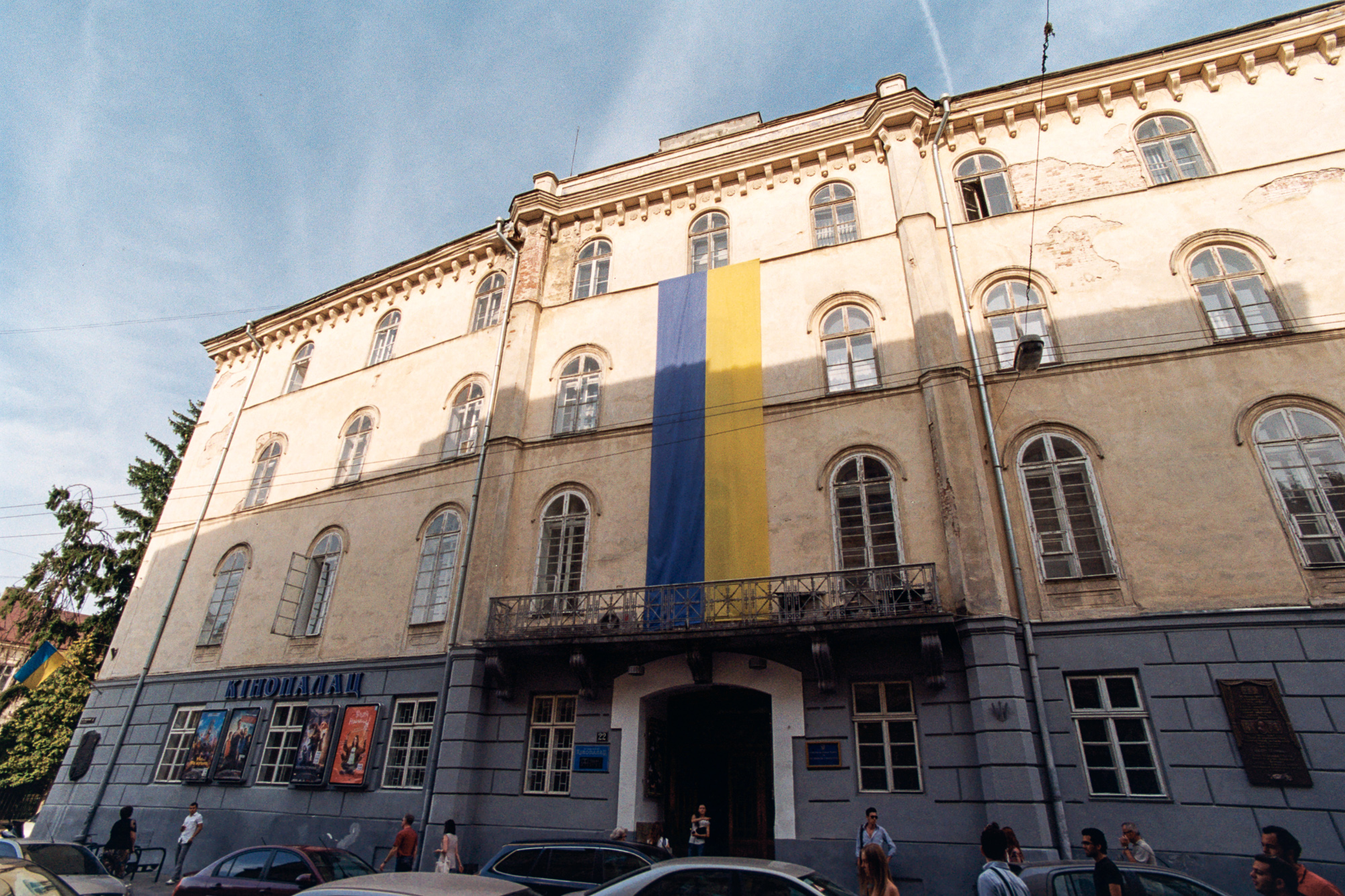
Народний Дім — будівля, в якій у 1918 році знаходилась Українська Національна Рада. Україна, Львів, вул. Театральна, 22

В процесі розпаду Австро-Угорщини в жовтні 1918 року поляки та українці імперії почали формувати власні державні інститути на землях Королівства Галичини та Володимирії. 9 жовтня польськими депутатами Райхсрату було оголошено рішення про входження колишніх земель Речі Посполитої (в тому числі Галичини) до складу відтвореної Польської держави. У відповідь на ці дії 18 жовтня українцями у Львові була створена Українська Національна Рада — орган з повноваженнями парламенту, яка наступного дня проголосила створення Української держави на території Галичини, Буковини та Закарпаття; водночас поляками 28 жовтня у противагу йому в Кракові була утворена Польська ліквідаційна комісія, що проголосила себе представницьким органом Польської держави на колишніх австро-угорських землях. У подібній обстановці протистояння з політичного почало переростати у військове — 1 листопада, не чекаючи передачі влади українцям з рук уряду Австро-Угорщини, за рішенням українського Центрального Військового Комітету (організація сформована українськими військовими в середині вересня 1918 року), лояльні йому підрозділи зайняли усі важливі установи Львова, а поляками у відповідь створенили Польський Комітет Народовий — в той же день у місті спалахнули бої. Одночасно з цими подіями українці взяли владу у Золочеві, Коломиї, Жовкві, Раві-Руській; у Любліні, Кракові, Ярославі, Грубешеві, Перемишлі почалися польсько-українські сутички. Тільки 3 листопада, вже в умовах боїв, місцеве австро-угорське керівництво офіційно передало владу у Львові та Галичині українським лідерам.

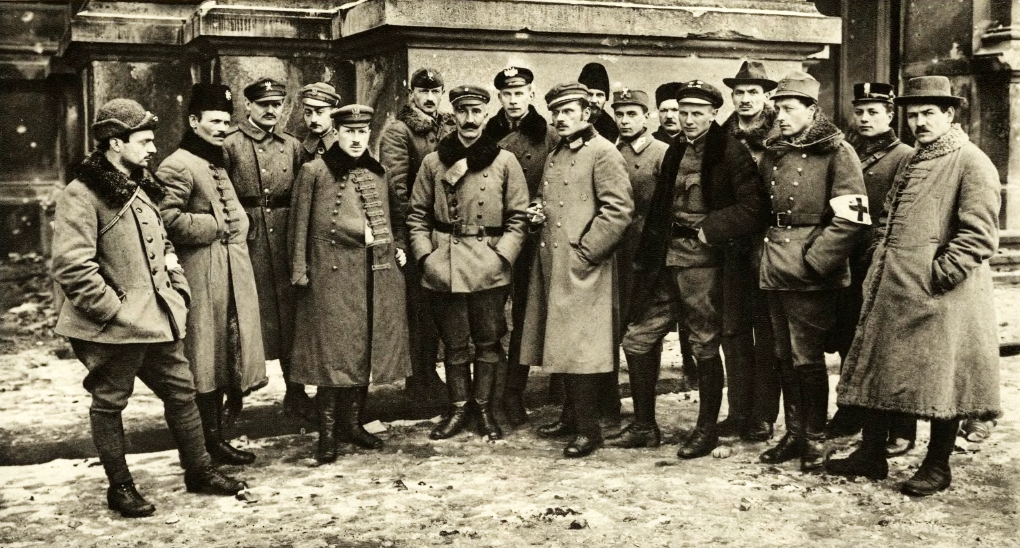
Польське командування оборони Львова. 1918 рік

З 5 по 20 листопада лінія розмежування між сторонами залишалася незмінною. За цей період українцями було сформовано Уряд і 13 жовтня проголошена Західноукраїнська Народна Республіка (ЗУНР). Також в цей період почали набувати регулярні риси і збройні сили супротивників — Галицька армія та Військо Польське. Однак, позиційний період, кульмінацією якого стало дводенне перемир'я, закінчився 21 листопада внаслідок польського авіанальоту на Львів, що змусив українські сили покинути місто, відступити на 30 км в західному, північному, південному напрямках та взяти місто в облогу, яка тривала до травня 1919 року. В цей же період у війну фактично вступило Румунське королівство — 11-12 листопада румунські війська без серйозного опору зайняли Північну Буковину.

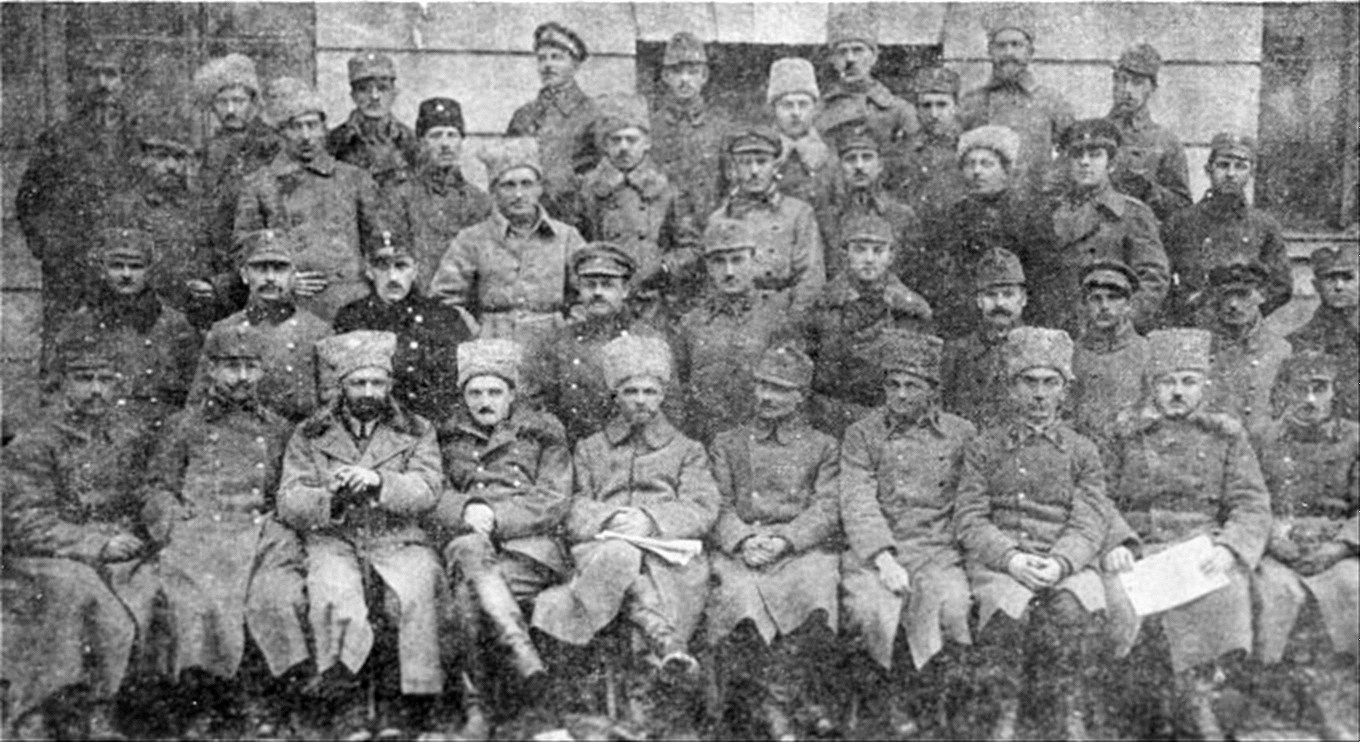
Начальна команда Галицької армії. Ходорів, 1919 рік

З самого початку конфлікту галицькі українці почали отримувати фінансову і військову підтримку з боку наддніпрянських (спочатку від Української Держави, а надалі й від відродженої Української Народної Республіки), проте після проголошення «Акту Злуки» Наддніпрянщина вступила у війну вже безпосередньо. Зважаючи на це території охоплені бойовими діями розширилися — на початку січня 1919 року польські війська вторглися на Волинь і вже 14 січня контролювали ключові населені пункти регіону. У відповідь частини Галицької армії і Армії УНР створили на Волині спільні Холмсько-Волинський і Північно-Західний фронти за допомогою яких відбили у поляків Володимир-Волинський та Ковель. До грудня-січня значні бої йшли також за Раву-Руську, Перемишль та Хирів.
На початку лютого 1919 року ініціатива потроху почала переходити до українців почавших наступальну операцію з метою повного оточення і захоплення Львова і, надалі, Перемишля. Однак 25 лютого, на вимогу Верховної ради Антанти, вона була зупинена. Скориставшись перемир'ям на час переговорів поляки перекинули значні сили до Львова і провели його деблокування. Подальші переговори не принесли ніяких результатів і 15 травня польські війська, посилені прибулою з Франції Блакитною армією та підтримані Румунією (приєдналася до наступу 24 травня), почали масштабний наступ прорвавши фронт в декількох місцях, відтіснивши українців на схід у так званий «Трикутник смерті» і в той же час зіштовхнувшись з радянською 12-ю армією.

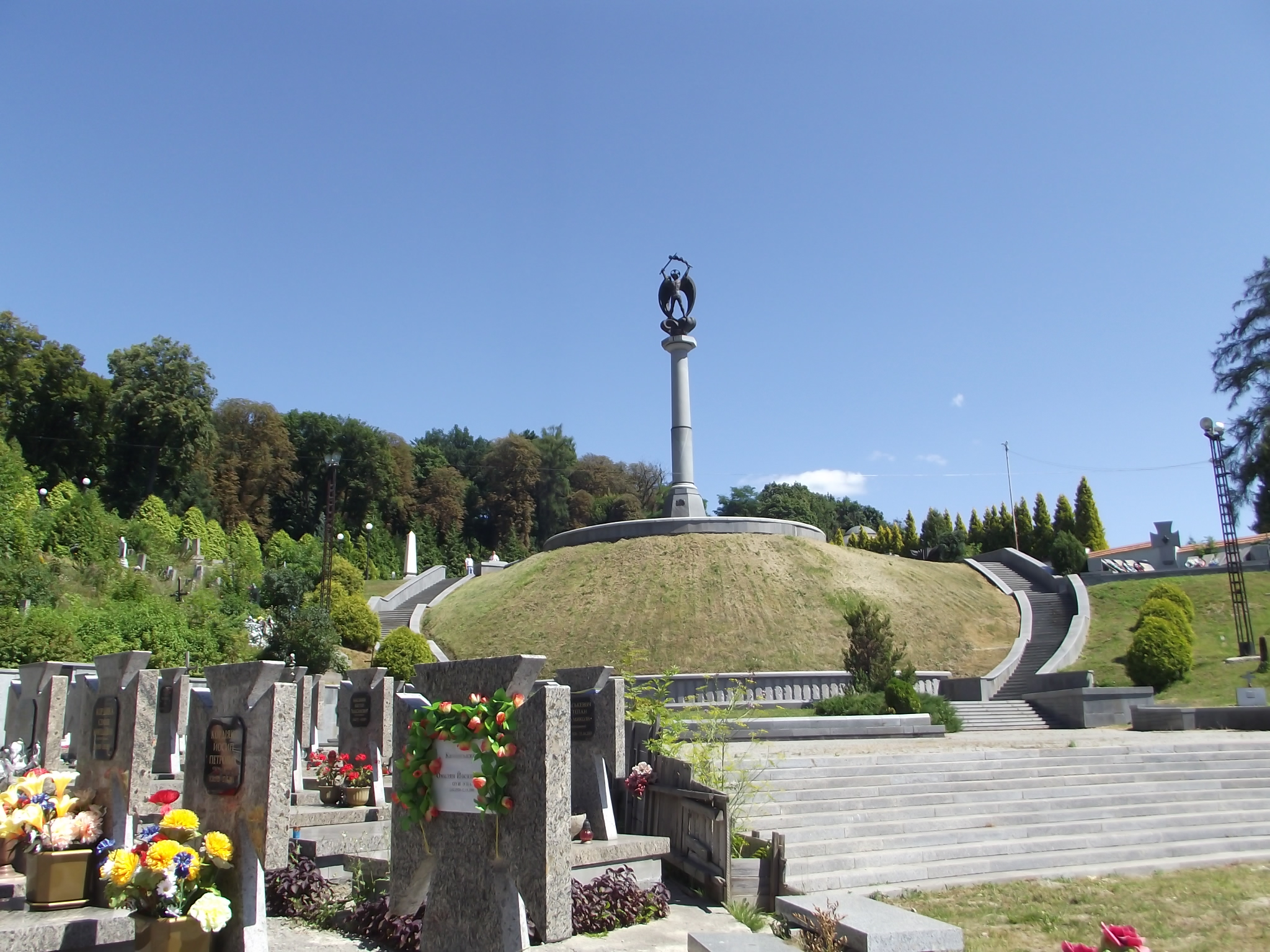
Меморіал воїнам Галицької армії. Україна, Львів, Личаківський цвинтар
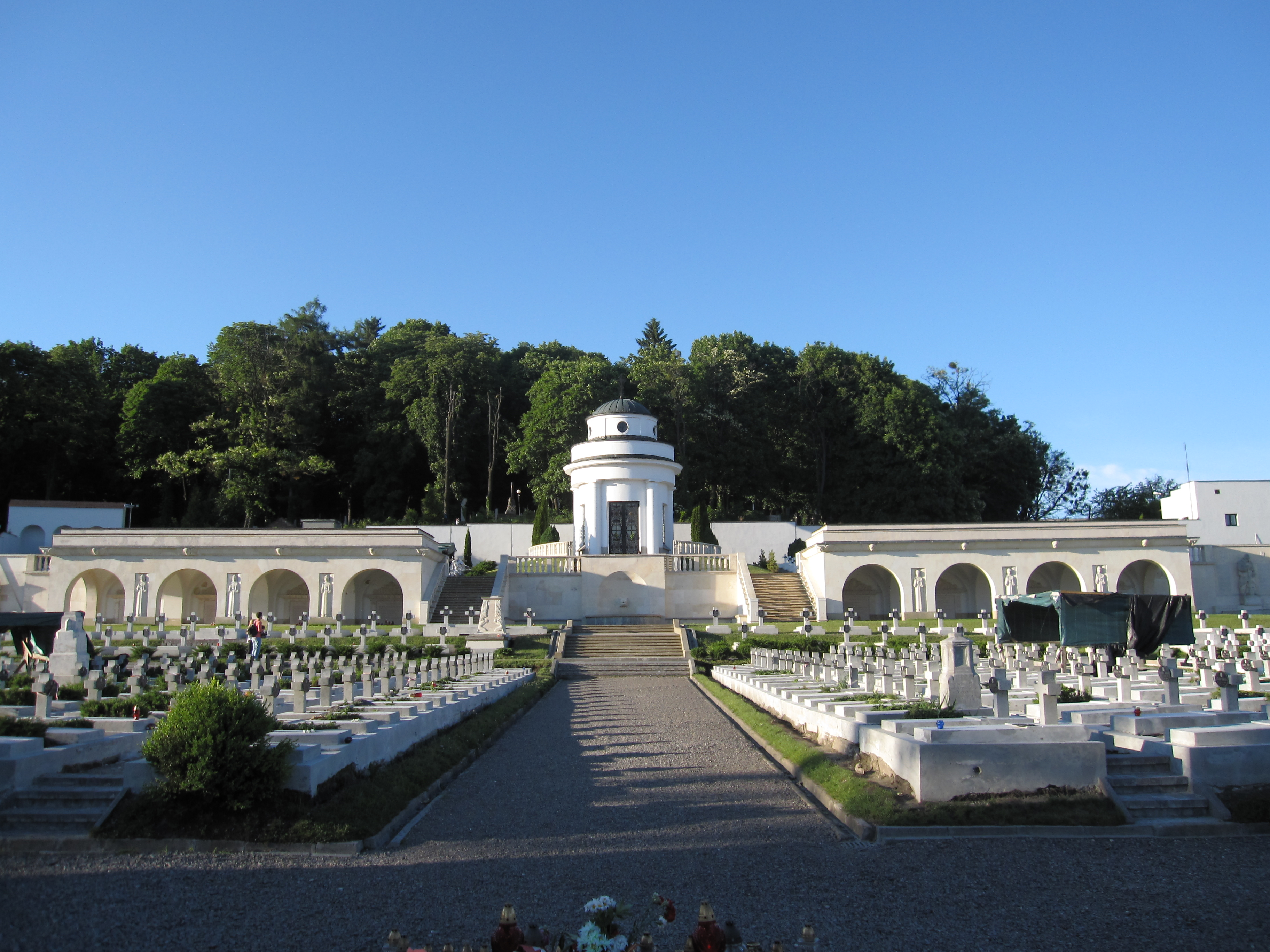
Меморіал львівських орлят. Україна, Львів, Личаківський цвинтар

#### Союз Польської держави та Української НР супроти більшовиків

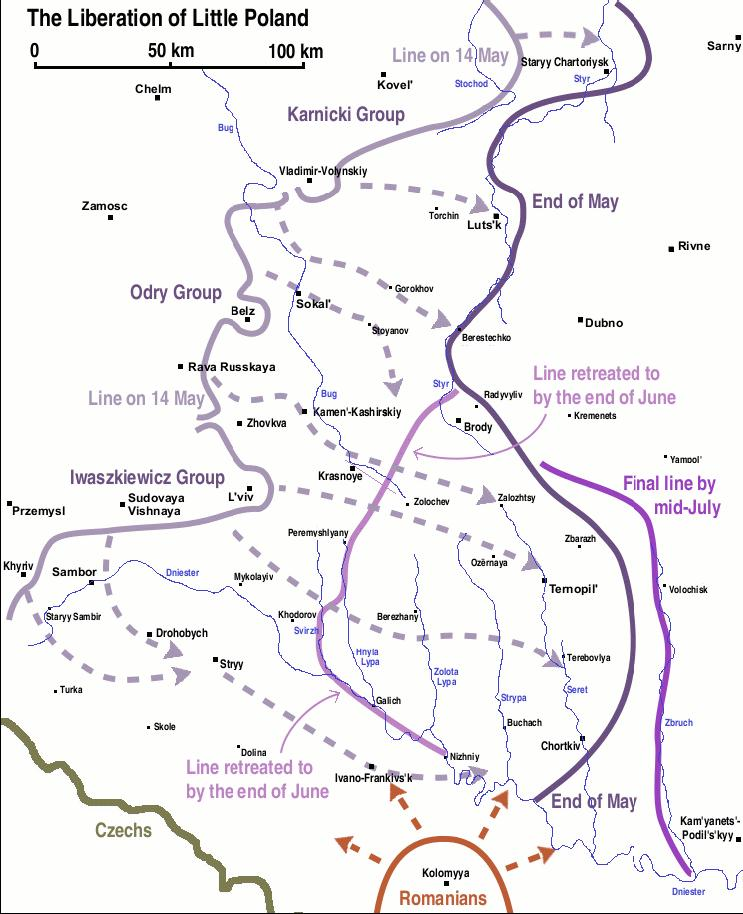
Заключний етап Польсько-української війни. Травень-липень 1919 року

Зі збільшенням натиску сил більшовиків і відступом Армії Української Народної Республіки на Правобережжя відбулася зміна політичного курсу Директорії УНР в бік досягнення порозуміння з країнами Антанти та Польщею з метою залучення військових сил цих держав до боротьби проти більшовиків. У той же час, незважаючи на бойові дії, ні Польща, ні УНР офіційно не оголошували війни одна одній, тому польська дипломатична місія продовжувала знаходиться при Уряді УНР і на початку 1919 року висловлювалася за припинення бойових дій і військове взаєморозуміння, а Україною в листопаді 1918 року та січні 1919 року у Варшаву були спрямовані дипломатичні місії на чолі з В'ячеславом Прокоповичем, за підсумками обговорень з якими польська сторона заявила про готовність прийняти офіційну українську делегацію для ведення переговорів. 24 травня 1919 року уповноваженим вести переговори від імені УНР Борисом Курдиновським та Прем'єр-міністром і міністром закордонних справ Польщі Ігнацієм Яном Падеревським був підписаний договір, за яким УНР визнавала себе неспроможною вирішувати долю Східної Галичини, погоджувалася з правами Польщі на Західну Волинь, а Польща зобов'язувалася допомогти УНР військами у війні з більшовиками на умовах військової конвенції, яка мала бути укладена пізніше. Однак надалі цей документ відмовилася визнавати як Польща (Сейм відмовився його ратифікувати), так і УНР (Директорія заявила, що Курдиновський значно перевищив свої повноваження). У червні 1919 року, під час Чортківського наступу Галицької армії, у Львові між делегацією на чолі з генералом Армії УНР Сергієм Дельвігом і польським генералом Родзевичем велися переговори про припинення війни і можливості співпраці проти більшовиків. Українці під час цих перемовин наполягали на тому, що для організації суцільного фронту проти ворога їм потрібна частина Галичини, поляки ж наполягали на наданні українцям лише права на використання залізниці за Збручем. За підсумками переговорів, в ніч на 16 червня 1919 року, було підписано угоду, що зобов'язувала обидві сторони припинити бойові дії до 6:00 ранку 21 червня і відійти на лінію займану сторонами 1 червня 1919 року із 10-кілометрової нейтральною смугою, а також передбачав подальші переговори у Варшаві. Укладена угода ігнорувала досягнення наступальної операції Галицької армії, що почалась 8 червня, тому командуванням Галицької армії було прийнято рішення її ігнорувати і продовжувати наступ, в свою чергу Військо Польське припинило бойові дії проти основнної Армії УНР і продовжувало їх тільки проти Галицької армії аж до відступу її за Збруч 16 липня 1919 року.

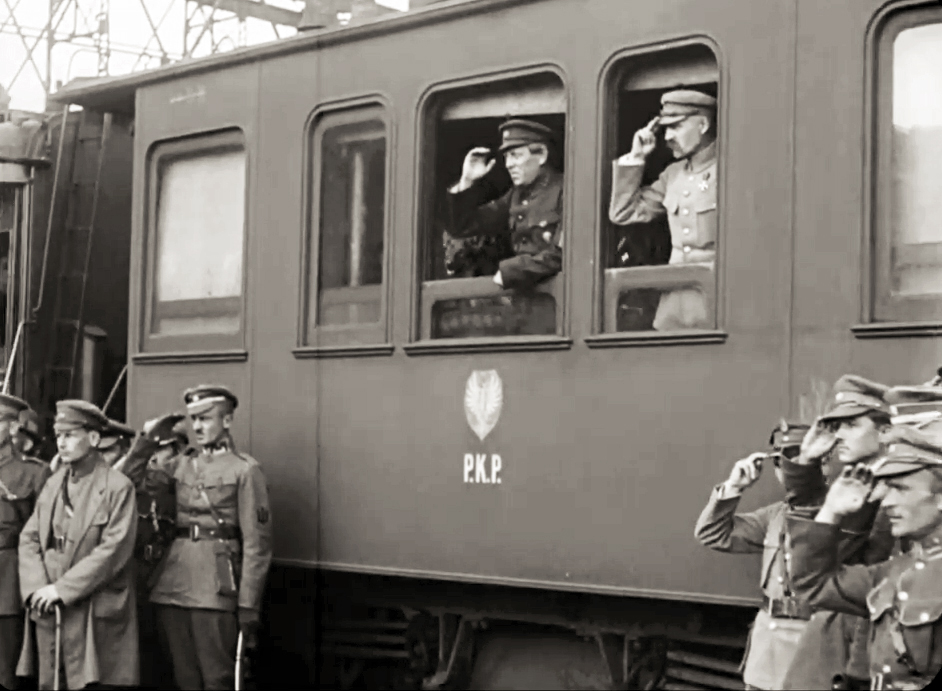
Голова Директорії Української Народної Республіки Симон Петлюра та Начальник Польської держави Юзеф Пілсудський у Винниці. Квітень 1920 року

Подальші українсько-польські перемовини проходили в липні 1919 року у Львові та з 10 серпня 1919 року в Дембліні, делегації обох держав брали участь як спостерігачі у Тартуський конференції балтійських країн в жовтні 1919 року, за підсумками переговорів 22 квітня 1920 року між Польщею та УНР було підписано політичну угоду, згідно з яким Польща визнавала незалежність УНР і Директорію на чолі з Симоном Петлюрою як верховну владу в ній; кордон між Польщею і Україною встановлювалася по річці Збруч через Волинь до річки Прип'ять, до Польщі переходили Східна Галичина, Холмщина, Підляшшя, частково Полісся і сім повітів Волині (територія з майже 10-мільйонним населенням, в основному українським); в Україні поновлювалися права польських поміщиків; обидві сторони зобов'язалися не укладати міжнародних угод, які б шкодили інтересом сторін, що його підписали; взаємно забезпечувалися культурно-національні права меншин; передбачалося підписання торгово-економічного договору (аграрне питання мало бути вирішене після скликання в Україні парламенту). 24 квітня в додаток до політичної угоди була укладена Військова конвенція, згідно з якою поляки повинні були спорядити три дивізії УНР; за взаємною згодою сторони повинні були почати спільний наступ під загальним польським командуванням; в штаб Армії УНР призначалися польські офіцери; польські військові отримували контроль над українськими залізницями на час всієї військової компанії; польські офіцери брали участь в організації і становленні українських урядових структур; Уряд УНР мав забезпечити польські війська в Україні продуктами і гужовим транспортом (в разі невиконання цієї умови поляки отримували право проводити реквізиції). Крім того, після укладення миру делегації обох держав взяли участь в конференції у Булдурі, що проходила у серпні 1920 року. За її підсумками було створено Раду уповноважених балтійських держав і Раду військових представників країн-учасниць (Литва не взяла участі в роботі через розбіжності з Польщею).

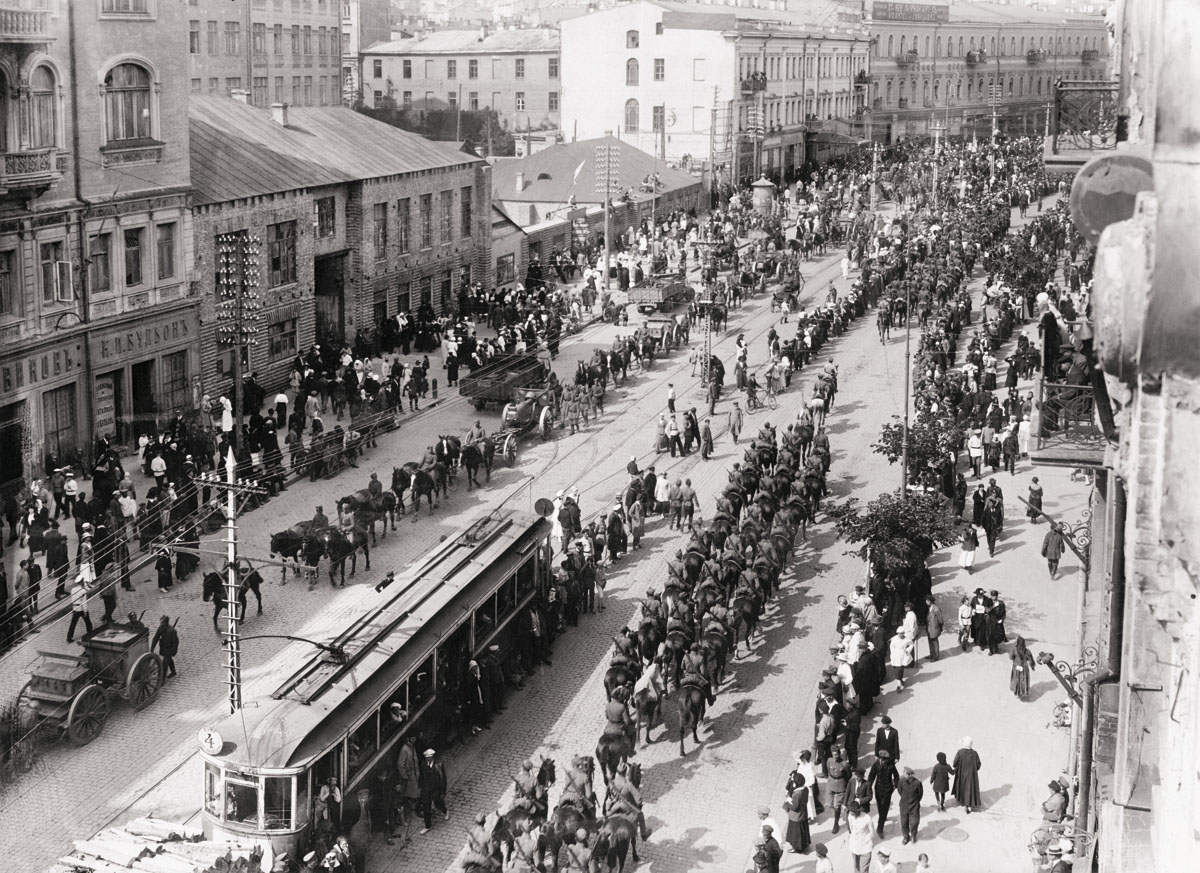
Польско-українські війська вступають у Київ. Хрещатик, травень 1920 року

25 квітня 1920 року польсько-українські сили почали спільний наступ на київському напрямку, до 30 квітня вони зайняли Правобережну Україну, 7 травня увійшли в Київ, але контрнаступ більшовиків, який почалося 26 травня, змусив польсько-українські сили відступити — 12 червня був залишений Київ, до кінця червня бойові дії були перенесені у Західну Україну, 15 липня була проголошена Галицька Соціалістична Радянська Республіка, 30 липня сформований Тимчасовий революційний комітет Польщі, 12 серпня розпочався штурм Варшави. 18 квітня стався злам війни на користь польсько-українських сил — до середини вересня 1920 року ними була зайнята вся Західна Україна, а 21 вересня Армія УНР вступила на територію Наддніпрянщини, але 12 жовтня 1920 року у Ризі Польщею, з одного боку, та РСФРР з УСРР — з іншого, був підписаний договір про перемир'я та перліментарні умови миру. У той же час радянські війська продовжили наступ на територію УНР і 21 листопада 1920 року зайняли тимчасову столицю УНР Кам'янець-Подільський — Уряд та Армія УНР були змушені відступити на територію Польщі.

#### Відносини Польщі та Уряду УНР в екзилі

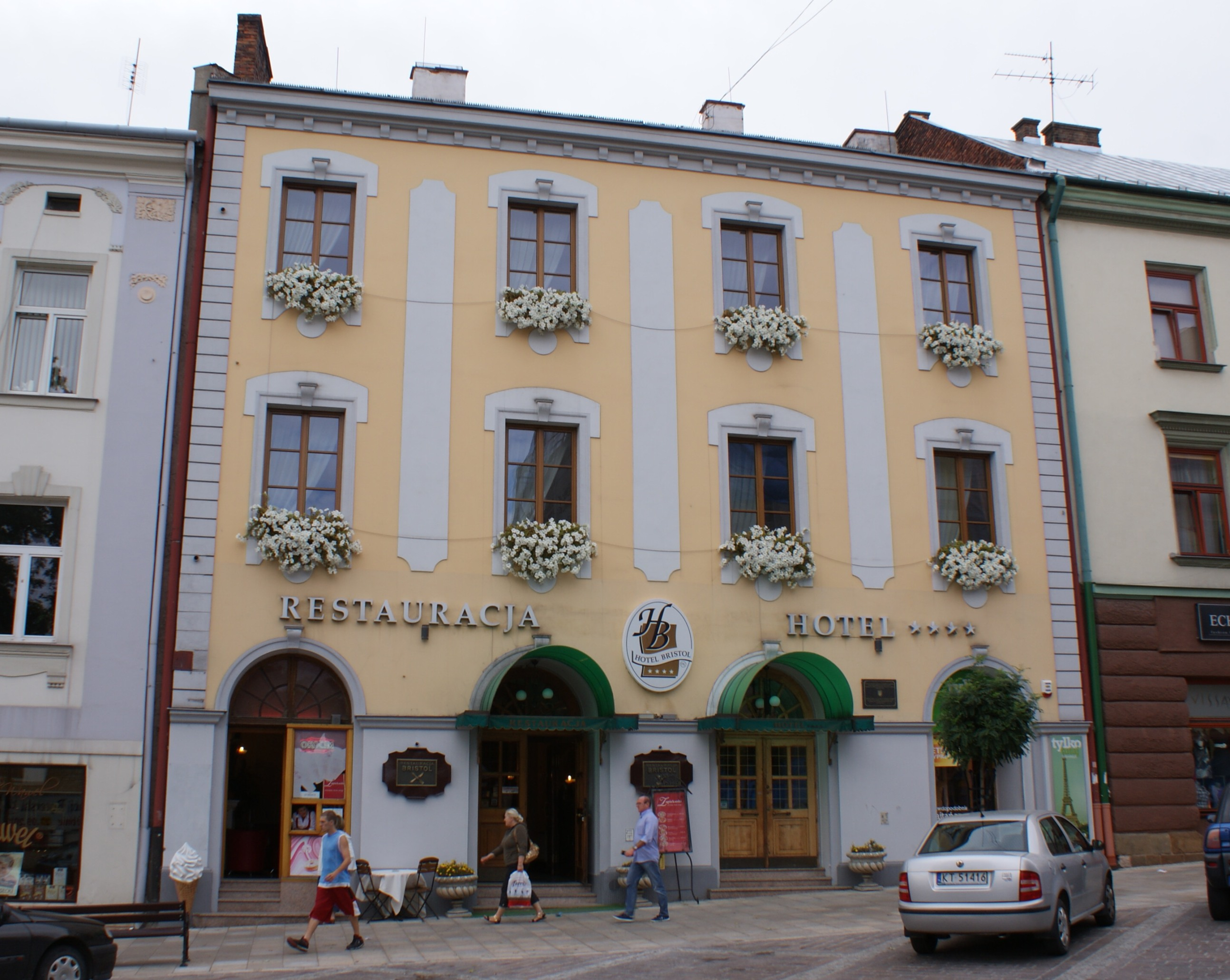
Будівля, в якій у 1920—1922 роках розміщувались Рада, Уряд та Головний Отаман військ і флоту УНР Симон Петлюра. Польща, Тарнів, вул. Краківська, 9

Після евакуації з України Уряд Української Народної Республіки розташувався у Тарнові, звідки продовжив свою діяльність як визнаний Польською Республікою Уряд України і почав проводити заходи щодо організації та підтримки боєздатності підпорядкованих йому військ. В цілому, станом на листопад 1920 року, до Польщі евакуювались 65 українських послів, 14 міністрів, близько 1 680 урядових службовців, 3 500 офіцерів та 11 500 солдатів, правове становище яких було унормовано інструкцією Міністерства військових справ Польщі від 2 грудня 1920 року — Армія УНР визнавалася дружньою та союзною і забезпечувалася відповідними умовами перебування в таборах для інтернованих, яких спочатку на території Польщі було створено шість: в Александруві Куявському для 4-ї Київської та 6-ї Січової стрілецької дивізії, у Вадовиці (табір № 2) для Окремою кінної та 1-ї Запорізької стрілецької дивізії, у Петрокові для Штабу Дієвої Армії та кулеметної дивізії, у Ланьцуті для Окремого корпусу прикордонної охорони та 5-ї Херсонської стрілецької дивізії, у Ченстохові для урядового і військового резерву, крім того у Ченстохові на цивільному становищі розташовувалися працівники та старшини Військового міністерства і Генерального штабу Армії УНР, надалі було відкрито ще два табори — у Ченстохові і Стшалково (табір № 1). Станом на 20 січня 1921 року у таборах вже налічувалося 17 464 старшин та козаків Армії УНР і 21 січня Урядом УНР за згодою Пілсудського і при безпосередній участі польського Генштабу був сформований Партизансько-повстанський штаб (ППШ) — спеціальний орган, в задачі якого входило вирішення всіх питань, пов'язаних з збройною протидією більшовицькій владі та впровадженням в життя широкої системи організації майбутнього загального збройного повстання для повалення радянської влади в Україні, а також підготовка збройних формувань Армії УНР до переходу через польсько-радянський кордон. Після створення ППШ польська сторона взяла на себе зобов'язання створити умови для переїзду і розміщення даного органу до Львова, дозволила використовувати інтернованих українських старшин і козаків як посланців в Україні, а також звільнити з таборів 2 000 українських воїнів і забезпечити їх необхідною амуніцією для походу на Україну і підняття широкомасштабного антибільшовицького повстання, однак 18 березня 1921 року, між Польщею, РСФРР та УСРР був підписаний Ризький мирний договір, згідно з яким станом на 1 травня 1921 року уряд та Рада Республіки УНР мали бути вислані за межі першої. У зв'язку з цією умовою поляки офіційно відмежовувалися від відкритої підтримки українських повстанців на своїй території і 21 квітня 1921 року Уряд УНР втратив свій спеціальний статус на території Польщі.

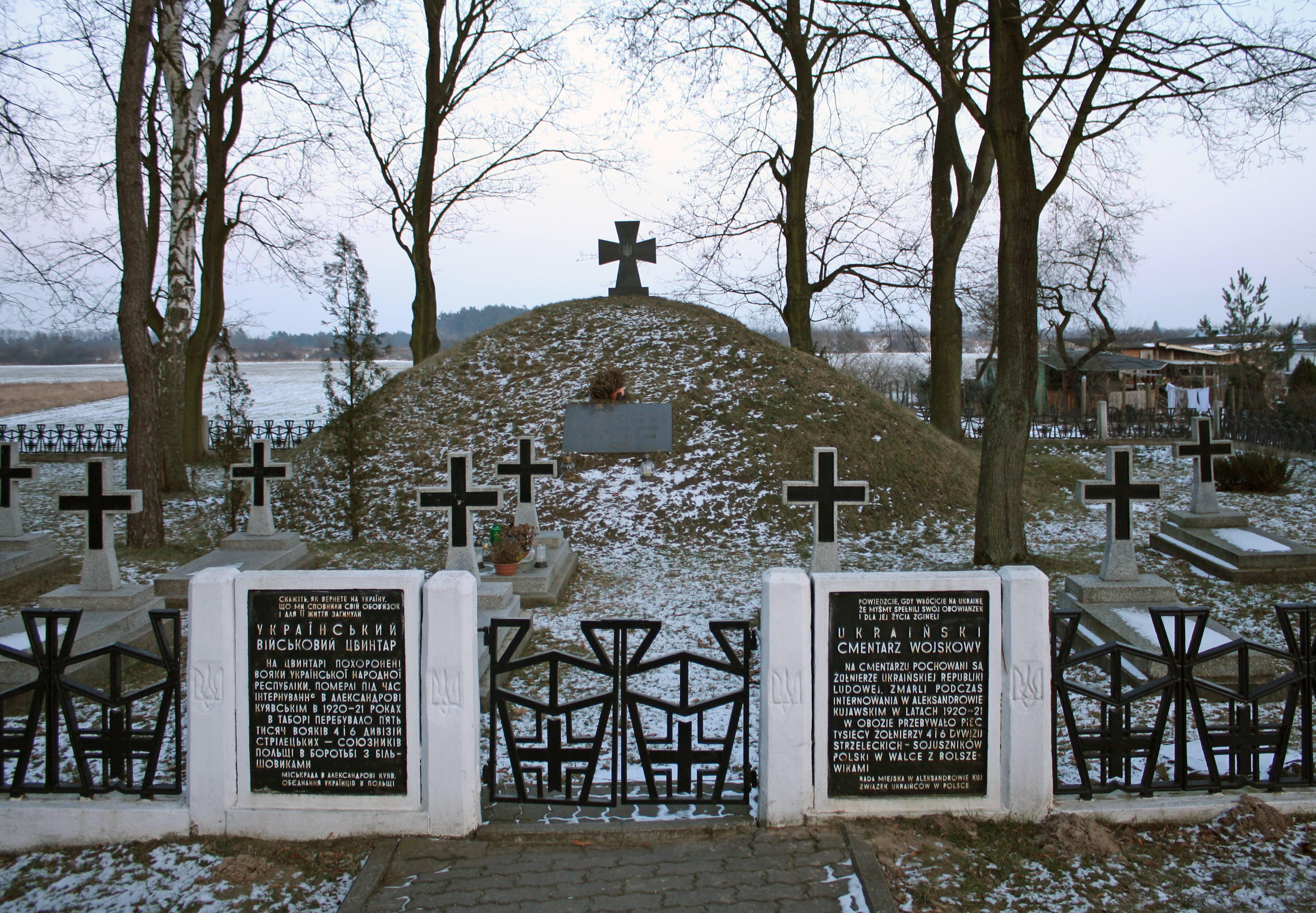
Козацька могила — поховання 17 українських воїнів померлих під час інтернування у таборі № 6 у 1920—1921 роках. Польща, Александрув Куявський

Незважаючи на умови радянсько-польського договору проти повного розриву відносин з Урядом УНР в екзилі виступив польський Генеральний штаб, тому для обходу умов Ризького миру урядові органи УНР на території Польщі були переформовані в Український Центральний Комітет (УЦК) та Українську військову ліквідаційну комісію у Польській Республіці, визнані польським керівництвом легальними українськими організаціями, і керівництво ППШ у тісному контакті з польським Генштабом продовжило розробляти детальні плани всеукраїнського повстання. УЦК отримував фінансування від Уряду Польщі (наприкінці 1921 року на рахунки Міністерства праці та цивільної опіки Польщі на потреби УЦК було внесено 68 000 000 польських марок), вів переговори з польською владою про долю українських емігрантів на польській території (польська сторона визнавала безумовне право на політичний притулок усіх емігрантів з України, які прибули на територію Польщі до 12 жовтня 1920 року, по відношенню до всіх інших українських біженців, які прибули після зазначеної дати, Міністерство внутрішніх справ Польщі обіцяло визнати право політичного притулку тільки після складання та подання відповідних списків УЦК на затвердження МВС Польщі) і про матеріальні та грошові кошти, які були присвоєні польськими військовими в середині 1920 року під час розграбування Державної Скарбниці УНР, а також намагався відсудити у польської влади автомобілі, які знаходилися у власності УНР, але в ході бойових дій різними шляхами були захоплені поляками. Тим часом ППШ почали переслідувати невдачі — повстання не було розпочате 20 травня 1921 року через розбіжності з Російським політичним комітетом, сили якого повинні були в ньому також брати участь; новий план повстання обговорюваний на нараді проведеній 17 червня 1921 року між ППШ і польським командуванням став відомий радянській розвідці, у відповідь УСРР звинуватила Польщу в порушенні Ризького миру і знищила майже всю підпільну мережу ППШ на своїй території. Незважаючи на те, що після даних подій наради між ППШ і польським командуванням щодо початку виступу проходили постійно, польська сторона почала вести себе непослідовно — стала наполягати на перенесенні осередку повстання подалі від польсько-радянського кордону в район Одеси-Ольвіополя і на Полтавщину, що було пов'язано з побоюваннями надати підстави для агресії з боку Радянської Росії проти Польщі; не надала необхідної кількості обіцяних коней, озброєння та спорядження; а 7 жовтня 1921 року підписала протокол з РРФСР в якому зобов'язалась роззброїти українські та білоруські частини на своїй території (незважаючи на це, офіцери польського Генштабу передали українському командуванню диспозицію польських військ, що були надіслані для роззброєння українських підрозділів). В таких умовах Армія УНР була змушена почати Другий зимовий похід, який закінчився остаточним поразкою сил УНР під Малими Міньками 17 листопада 1921 року. У грудні 1923 року, після нот протесту з боку СРСР, Уряд УНР в екзилі покинув територію Польщі.

#### Відносини Польщі та Української СРР в 1920-их

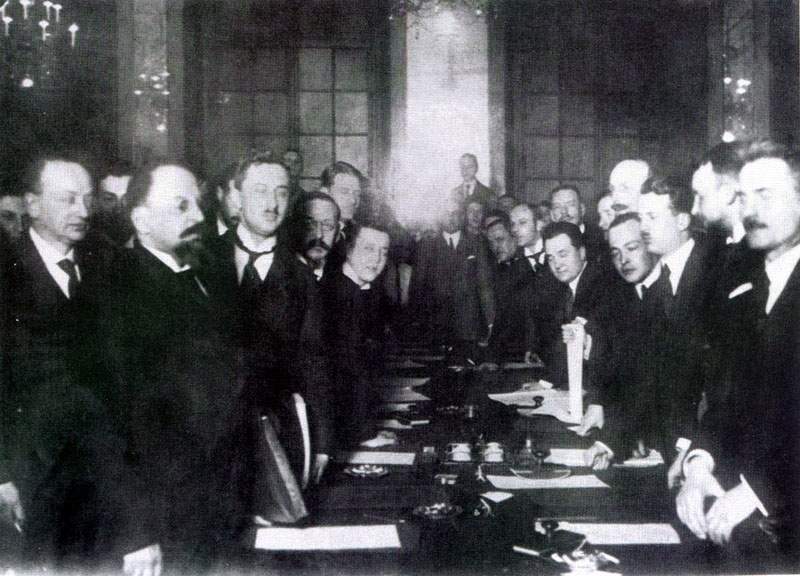
Підписання Ризького миру. Латвія, Рига, Кам'яниця Чорноголових, 18 березня 1921 року

2 жовтня 1920 року у Ризі між Російською РФСР і Українською СРР, з одного боку, та Польською Республікою — з іншого, був підписаний договір про перемир'я і преліменарні (попередні) умови миру — документи, що фактично завершили Польсько-радянську війну, а 18 березня 1921 року — Ризький мирний договір, який оформив її закінчення юридично. За цією угодою Польща визнавала УСРР незалежною державою, її уряд — єдиним законним урядом України, а Радянська Україна, у свою чергу, визнавала включення до складу Польщі Західної України (Східної Галичини, Холмщини та частини Волині). Договором кордон встановлювався по лінії фактичного контакту армій без урахування етнічних і історичних принципів та остаточно був закріплений лише в серпні 1924 року за підсумками роботи змішаної радянсько-польської прикордонної комісії. Дипломатичні відносини, обов'язковість яких була закріплена миром, офіційно були встановлені 6 жовтня 1921 року — повноважним представником УСРР у Польщі став Олександр Шумський, представником Польщі при уряді УСРР — граф Францішек Ян Пуласький.

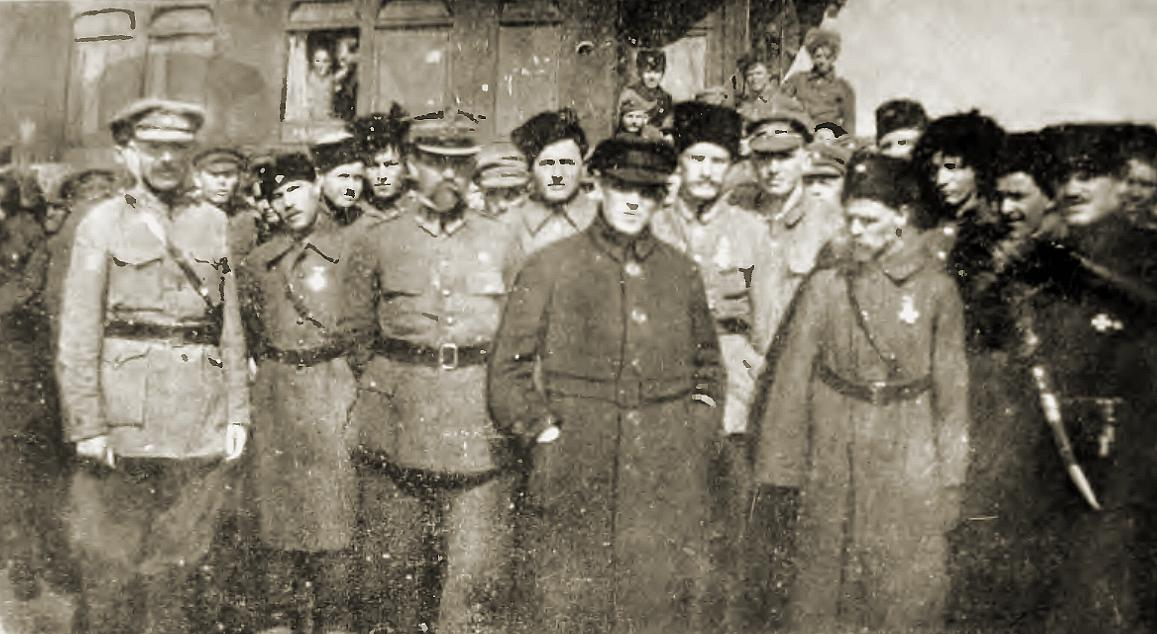
Симон Петлюра та інтерновані українці у тоборі № 2. Польща, Вадовиці, 9 квітня 1921 року

Ризький мир денонсував Варшавський договір між Польщею і Українською Народною Республікою, а його 5 стаття передбачала відмову сторін від підтримки ворожих одна одній організацій на своїй території, але, незважаючи на все це, уряд УНР продовжувала знаходиться на території Польщі. Разом з тим до 1920 року у Польщі перебувало 12 000 офіцерів та солдатів УНР (за радянськими даними) або 40 000 чоловік, серед яких 65 депутатів, 14 міністрів, 1680 чиновників, 3530 офіцерів і майже 11 500 солдатів (за польськими даними), при цьому в таборах для інтернованих зберігалися військові структури і велися військові заняття, офіцери не роззброювалися, а озброєння складували поруч з таборами. Дана фракція української еміграції аж до Другого зимового походу отримувала активну підтримку своєї антирадянської діяльності з боку польського Генштабу. Крім того, польська влада фактично врятували командувача Революційної повстанської армії України Нестора Махно. Подібна ситуація викликала офіційні протести радянських урядів, які подіяли лише у 1923 році — вже у період СРСР. В той же час протести Польщі викликало існування на її території підпільних комуністичних організацій створених за підтримки Москви. З огляду на цей конфлікт була заморожена і відновлена тільки після його вирішення робота змішаної радянсько-польської прикордонної комісії.

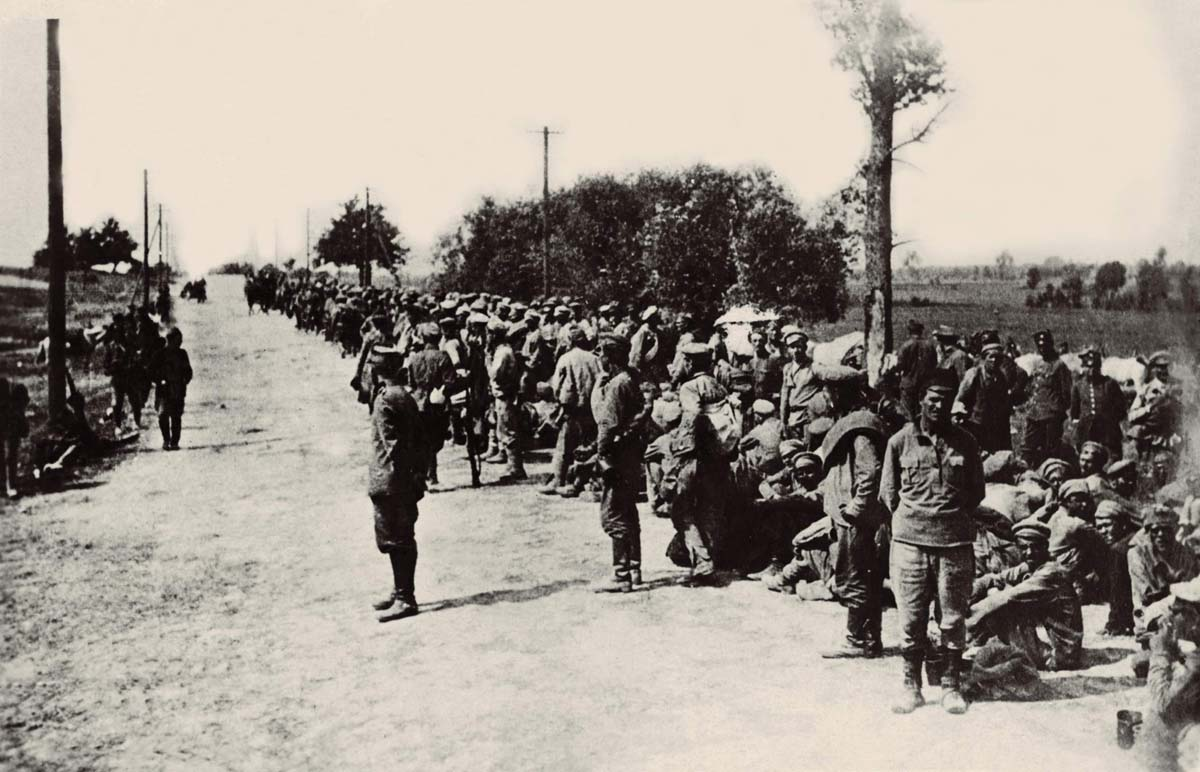
після Варшавської битви. Польща, дорога між Радзиміном та Варшавою, 1920 рік

Ще одним важливим питанням, яке виникло після закінчення війни, стала репатріація військовополонених та біженців. Дане питання було підняте Польщею ще до укладення Ризького миру, в результаті чого 24 лютого 1921 року був укладений Договір про репатріацію та створено змішану комісію, що складалася з двох делегацій — російсько-української, яка працювала у Варшаві, і польської, яка працювала у Москві. За даними евакуаційного комітету в Україні, до 18 квітня 1921 року було зареєстровано 122 600 поляків бажаючих виїхати у Польщу (при цьому реєстрація ще тривала), проте польська сторона побоювалася того, що польські військовополонені та репатріанти були в значній мірі носіями більшовицьких ідей і, щоб встигнути їх профільтрувати, відмовлялася від розширення мережі пропускних пунктів на кордоні, що затягнуло репатріацію. В підсумку, репатріація поляків з СРСР завершилася лише в 1924 році, а на території СРСР, за даними польських джерел, залишилося 1 500 000 поляків. У той же час Російсько-українську делегацію у справах репарації (РУД) в першу чергу цікавили емігранти-прихильники УНР — вона почала збір даних про бійців армії УНР у таборах для інтернованих і розгорнула активну агітацію, спрямовану на повернення рядових і офіцерів на Україну, а Всеукраїнський центральний виконавчий комітет, у свою чергу, оголосив «повну особисту амністію робітникам і селянам УРСР, знаходяться за кордоном та брали участь як рядові в лавах армій С. Петлюри, Скоропадського, Денікіна, Врангеля, Булак-Булаховича та інших ворогів робітничо-селянської влади», а також надав право особисто звертатися з проханням про повернення до РУД представникам командирського складу цих армій. Проте радянська делегація наштовхувалася на крайню ворожість і протидію з боку відповідних кіл (аж до нападів), а ті, хто все ж погоджувався на репатріацію у Радянську Україну — сприймалися ними як зрадники та ізолювались. Репарація даної частини українців проходила вкрай важко і довго, за її результатами до лютого 1923 року через Шепетівку в Україну повернулися лише 3000 військовослужбовців, з яких 25 % офіцерів. Також РУД намагалася домогтися пом'якшення режиму в польських таборах для радянських військовополонених. Крім того, виходячи з комуністичних класових позицій, радянська делегація намагалася вивезти на територію України поляків-комуністів, громадян Польщі, причому даній ініціативі віддавався пріоритет перед створенням умов для повернення на батьківщину жителів України. За результатами всієї цієї діяльності до квітня 1924 року з Польщі до СРСР повернулося 1 100 000 громадян, серед яких 15-25 % поляків і близько 65 % українців та білорусів (основна частина з них — селяни, 25 % — оптанти).
Одразу після утворення СРСР окреме дипломатичне представництво УСРР у Польщі було ліквідовано.

### Українці в міжвоєнній Польщі
У міжвоєнній Польщі становище українців, як і білорусів, було важким. Школи національних меншин у масовому порядку закривалися, а суспільне життя підлягало стрімкій полонізації. Члени українських організацій, таких як УВО і ОУН, відповідали терористичними акціями і саботажем. Польська влада вдалася до акцій «умиротворення» українців — рейдів по українських селах, убивши і покалічивши значну кількість мирного населення.

### ПНР та УРСР
Після завершення Другої світової війни у серпні 1945 року було підписано договір про кордон між Польщею та СРСР, який зафіксував кордон між ПНР та УРСР, що з певними поправками 1951 року зберігається донині як кордон між Польщею на Україною. Пізніше було проведено фактичний обмін населення, частину українців з території Польщі депортували до СРСР, а більшість поляків УРСР депортували до Польщі.

## Хронологія

### Середньовіччя
981: великий князь київський Володимир I Великий захопив червенські городи, що належали Польщі.
1010: великий князь київський Святополк I Окаянний одружився з донькою польського короля Болеслава І Хороброго.
1018: Болеслав Хоробрий втрутився у міжусобиці в Київській Русі — надав підтримку зятю в боротьбі проти Ярослава І Мудрого, переміг останнього у битві на Бузі, захопив Київ і повернув червенські городи. Але через повстання киян був змушений тікати до Польщі, захопивши київську скарбницю.
1031: Ярослав Мудрий і його брат Мстислав Хоробрий в союзі зі Священною Римською імперією напали на Польщу й відвоювали червенські городи.
1041: київський княжич Ізяслав I Ярославич одружився з Гертрудою, донькою польського короля Мешка ІІ В'ялого.
1069: великий князь київський Ізяслав І Ярославич утік з Києва до Польщі внаслідок повстання, де отримав допомогу від польського князя і свого швагра Болеслава ІІ Сміливого.
1215: волинські князі Данило І та його брат Василько захопили Володимир за підтримки краківського князя Лешка I Білого.
1241: волинські князі Данило І та його брат Василько втекли до Польщі під час монгольського вторгнення Батия на Волинь і Галичину.
1245: волинські князі Данило І та його брат Василько розбили галицьку опозицію і поляків у битві під Ярославом.
1262: руський король Данило І провів переговори із польським князем Болеславом щодо розмежування кордонів.
1279: руський король Лев I Данилович втрутився у польські міжусобиці за спадщину бездітного свояка, краківського князя Болеслава V Сором'язливого.
1280: руський князь Лев І Данилович, васал Золотої Орди, спільно з ординцями здійснив похід на Польщу.
1285: руський князь Лев І Данилович спільно з ординцями здійснив похід на Польщу.
1290: руський князь Лев І Данилович підтримав чехів у війні проти Польщі.
1292: руський князь Лев І Данилович приєднав Люблінську землю.
1289: руський королевич Юрій Львович одружився з Євфимією, донькою польського князя Казимира І Куявського, сестрою польського короля Владислава І Локетека.
1302: Польща відвоювала Люблінську землю.
1325: польський князь Болеслав Мазовецький (Юрій ІІ) із династії Пястів, родич Юрія І, стає королем Русі внаслідок вимирання руської династії Романовичів.
1340: галицькі бояри отруїли руського короля Юрія ІІ, що спричинило війну за руську спадщину між Польщею та Литвою. Польський король Казимир III Великий як родич отруєного короля проголосив себе господарем Русі.
1344: польський король Казимир ІІІ Великий захопив Перемишльську і Сяноцьку землі.
1349: польський король Казимир ІІІ Великий захопив Галицьку землю.
1366: польський король Казимир ІІІ захопив Холмську і Белзьку землі, а також південну Волинь.
1392: польський король Ягайло і великий князь литовський Вітовт розділили українські землі Руси за Островською угодою.
1410: руські війська підтримали поляків у Грюнвальдській битві.
1434: польський уряд скасував самоврядність у Галичині та Поділлі, створивши Руське і Подільське воєводства.

### Ранній новий час
1569: Люблінська унія. Утворення федеративної держави Польщі і Литви — Речі Посполитої. На прохання руської шляхти Волині й Київщини, південні землі Великого князівства Литовського увійшли до складу Польської корони.
1573: Варшавська конфедерація, проголошено свободу віросповідання.
1596: Берестейська унія, перехід православної Київської митрополії Константинопольського патріархату під юрисдикцію Риму.
1618: Деулінське перемир'я. Внаслідок поразки Московії Чернігівщина увійшла до складу Речі Посполитої.
1648–1657: Повстання Хмельницького. Початок національно-визвольної боротьби українців проти польського панування в Надніпрянщині. Створення козацької держави на теренах Київщини, Чернігівщини і Поділля.
1658: Гадяцький договір. Спроба частини козацької старшини вступити у союз із Річчю Посполитою перед загрозою поневолення Московії.

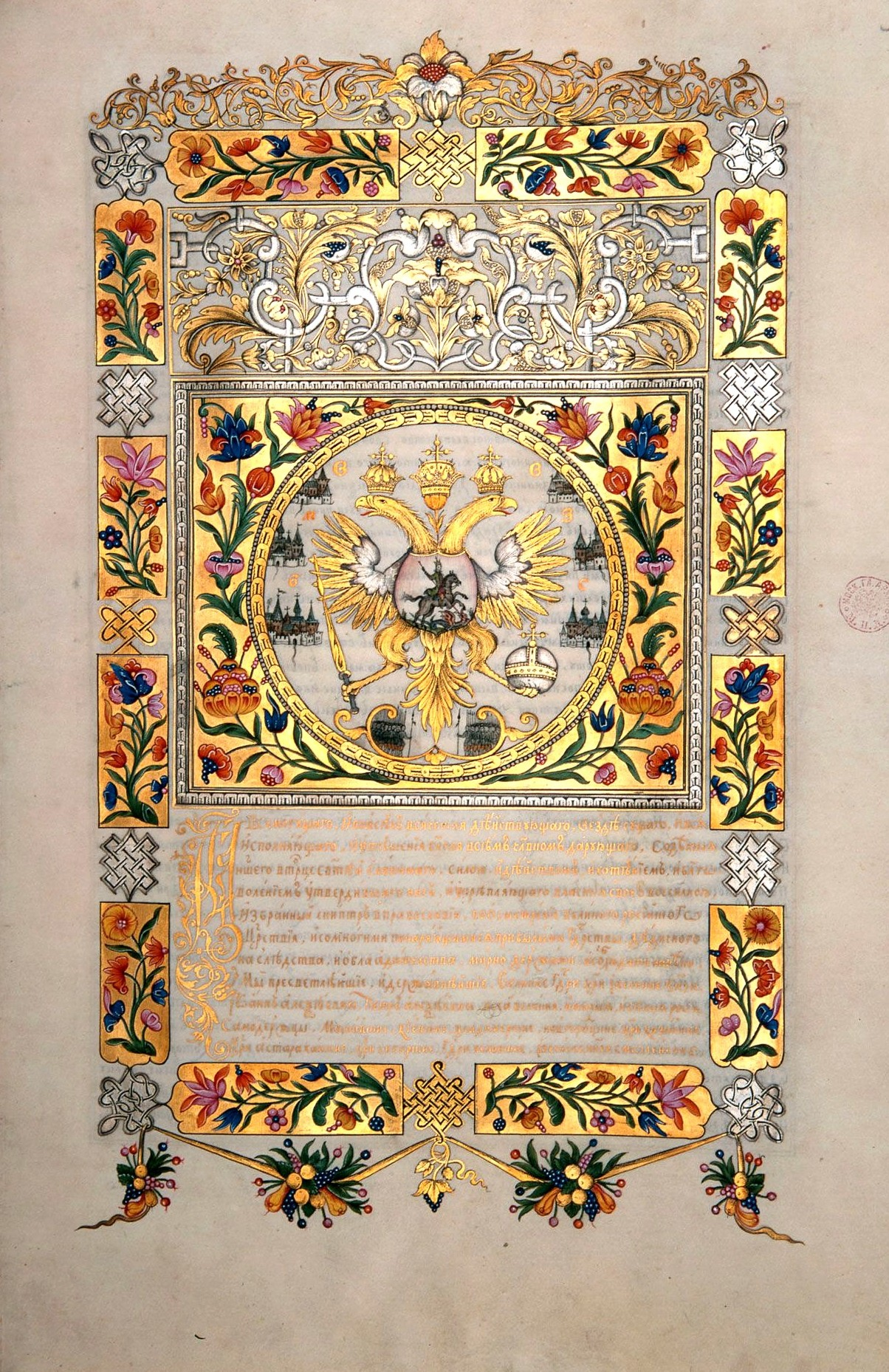
Преамбула Вічного миру про поділ України (1686)

1667: Андрусівський мир. Поділ козацької держави між Річчю Посполитою і Московією на Правобережну та Лівобережну України. Київ стає московським містом.
1686: Вічний мир. Закріплення поділу козацької України між поляками і московитами.
1699: скасування польською владою козацького устрою на Правобережній Україні.
1702–1704: козацьке повстання Палія на Правобережжі. Продовження національно-визвольної боротьби українців проти польського панування.
1768: Коліївщина. Кульмінація національно-визвольної боротьби українців проти польського панування на Правобережній Україні.
1793: 2-й поділ Речі Посполитої. Входження Поділля і Східної Волині до складу Російської імперії. Інкорпорація Галичини до австрійської імперії Габсбургів; створення на окупованих австрійцями землях Королівства Галичини та Володимирії.
1795: 3-й остаточний поділ Речі Посполитої. Входження Західної Волині до складу Російської імперії. Інкорпорація Холмщини і Підляшшя до Австрії.

### Імперська доба
1817: запровадження викладання польською мовою в усіх початкових і вищих народних школах підавстрійської Галичини.
1846: селянське повстання на Галичині проти польських поміщиків.
1848–1849: Революція у Австрійській імперії. Створення у Львові Польської Національної Ради та Головної Руської Ради — центральних національних організацій поляків і українців.
1918, 19 жовтня: проголошення Західноукраїнської народної республіки (ЗУНР) на теренах підавстврійської України.

### Новітня доба

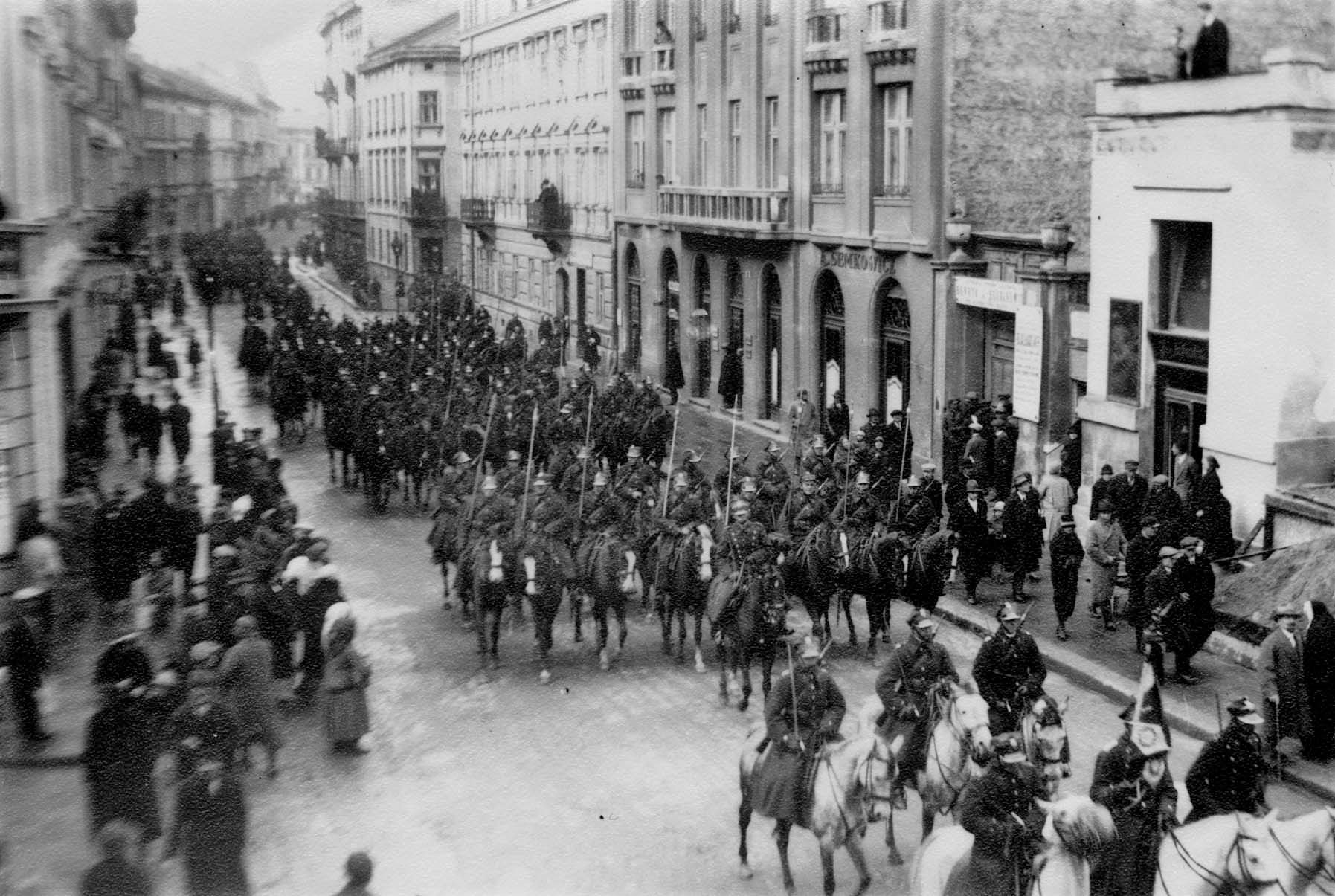
Поляки окуповують Львів (1918)

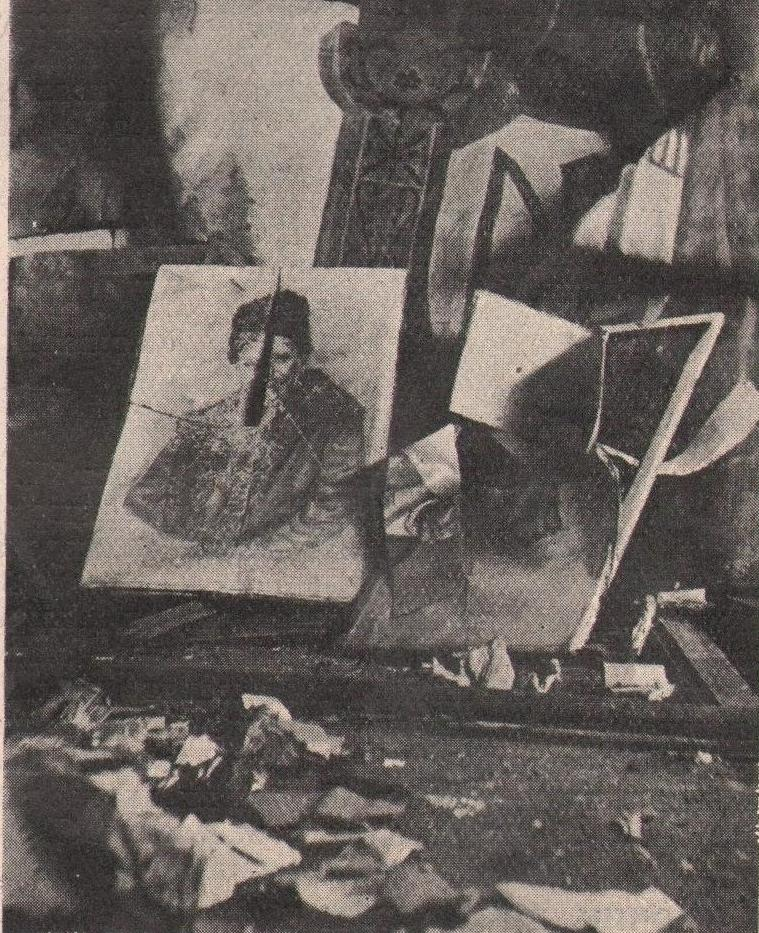
Пацифікація в Західній Україні

1918–1919: 1-ша польсько-українська війна. Поляки ліквідували ЗУНР й окупували Галичину, Лемківщину, Надсяння, Холмщину та Підляшшя.
1920–1921: 1-ша радянсько-польська війна. Ризький договір. Поляки окуповують Західну Україну.
1920, 20 січня: скасування поляками Галицького крайового сейму та Крайового виділу; поділ Галичини на 3 воєводства. Заборона української преси, підпорядкування шкільництва польському міністерству освіти.
1924, 31 липня: заборона української мови в державних та самоврядних установах Західної України.
1930, 16 вересня: проведення поляками репресивних акцій проти українського населення в Західній Україні.
1934, 18 червня: створення польським урядом концентраційних таборів у Березі-Картузькій та Білих Сарнах для українських політичних діячів.
1938: розгром польською владою української православної церкви на Холмщині (знищено 189 церков; 149 було передано римо-католикам).
1939, 17 вересня: 2-га радянсько-польська війна. Окупація військами СРСР Західної України.
1939–1947: польсько-українська війна. Початок національно-визвольної боротьби українців проти польського панування в Західній Україні. Проведення поляками етнічних чисток українського населення. Відплатні акції УПА та українського населення.
1944: початок виселення українців з Польщі до УРСР, що тривало до 1946 року.
1945, 16 серпня: радянсько-польський договір, що визначив кордон між Радянською Україною і Польщею (сучасний українсько-польський кордон), створення концентраційного табору Явожно як пересильного пункту українців, депортовуваних із Холмщини та Підляшшя на відвойовані землі, а також для утримання вояків УПА. Переселення поляків зі Львова та Західної України на Повернені території.
1947, 29 вересня: знищення поляками українських громад у західноукраїнських землях у ході операція «Вісла».
1951: Радянсько-польський обмін ділянками територій.
Ґрунтовне дослідження життя українців у Польщі після Другої світової війни (1944—1984) опубліковане у праці Мирослава Трухана «Українці в Польщі після Другої світової війни, 1944—1984 / Передмова: Василь Маркусь. — Ню Йорк; Париж; Сидней; Торонто, 1990. — XII + 404 с.», яка становить Том 208 Записок Наукового товариства імені Шевченка.

## Сучасний етап

### 1989—2004
У вересні 1989 р., невдовзі після приходу до влади у Варшаві демократичних сил, очолених «Солідарністю», група польських парламентарів прибула до Києва на установчий з'їзд Народного Руху України. Вони підтримали устремління національно-демократичних сил України. Саме тоді були закладені підвалини нової моделі польсько-українських відносин.
Про прогрес в польсько-українських взаєминах свідчила ухвала Сенату Польщі від 27 липня 1990 р. з приводу проголошення Україною 16 липня 1990 р. Декларації про державний суверенітет. В цьому документі, зокрема, відзначається: «Поляки, які свободу і незалежність Вітчизни вважають своїми основними цінностями, цілком розуміють той переломний момент в історії України, — сусіда, з яким бажають жити як рівні і близькі собі народи, а також розвивати співпрацю у всьому…».
3 серпня 1990 р. Сенат Республіки Польща прийняв спеціальну заяву, в якій дав політичну і моральну оцінку акції «Вісла». У цій заяві вказувалося, що «комуністична влада, приступивши до ліквідації відділів Української повстанської армії, здійснила в той же час насильницьке переселення осіб, в основному української національності. Протягом трьох місяців було виселено з різних місць близько 150 тис. чол., позбавлених свого майна, будинків і святинь. Багато років їм не давали змоги повернутися назад, а потім всіляко затруднювали їх повернення. Сенат Республіки Польща засуджує акцію „Вісла“, характерну для тоталітарних режимів, і буде старатися відшкодувати образи, що випливають з неї».
Підписана 13 жовтня в Києві під час офіційного візиту в УРСР міністра закордонних справ Республіки Польща К. Скубишевського. У ній сторони заявили про своє прагнення до утвердження між ними як суверенними державами добросусідських відносин, про підтримання і розвиток взаємовигідної співпраці. Основою цих відносин, підкреслювалося, є принципи міжнародного права, суверенної рівності, непорушності кордонів, територіальної цілісності та невтручання у внутрішні справи кожної зі сторін. Україна і Польща заявили про свою повагу до прав людини й основних свобод, включаючи свободу думки, совісті, політичних переконань для всіх громадян обох держав, незалежно від раси, національності, мови, статі, майнового стану й релігії. У цьому контексті сторони висловилися за поліпшення становища національних меншин — української в Польщі та польської в Україні, розуміючи, що ці меншини, зберігаючи й розвиваючи національну самобутність, відіграватимуть істотну роль у зближенні обох народів. У декларації зазначалося, що УРСР і Республіка Польща будуть усебічно заохочувати українсько-польські зв'язки, усвідомлюючи етнічну й культурну спорідненість українців і поляків та дбаючи про збереження позитивної спадщини їхніх багатовікових взаємин. Сторони зобов'язалися сприяти об'єктивному інформуванню населення про процеси, що відбуваються в обох державах, культурному, науковому й гуманітарному співробітництву. Приділятиметься необхідна увага охороні пам'яток польської історії та культури в Україні й української історії та культури в Польщі. Країни також погодилися підготувати угоду про співробітництво в галузі молодіжного обміну, запланували розглянути питання про створення центрів інформації й культури, відповідно українського — у Варшаві та польського — в Києві. УРСР і Республіка Польща домовилися проводити консультації з усіх проблем їх двосторонніх відносин, співпраці на міжнародній арені, зокрема в загальноєвропейському процесі, в рамках ООН, інших міжнародних організацій, а також з міжнародних проблем, що є предметом заінтересованості обох держав
2 грудня 1991 року Республіка Польща першою серед зарубіжних країн визнала державну незалежність України. 8 січня 1992 року між двома країнами встановлено дипломатичні відносини. 18 травня 1992 р. підписано міждержавний українсько-польський Договір про добросусідство, дружні відносини і співробітництво.
18-19 травня 1992 р. відбувся перший офіційний візит Президента України Л. Кравчука до Республіки Польща, під час якого було підписано міждержавний Договір про добросусідство, дружні відносини і співробітництво, у якому зокрема зазначалося, що країни «активно співпрацюватимуть у відповідних європейських механізмах та структурах на основі Заключного Акта Наради з безпеки та співробітництва в Європі, Паризької Хартії для нової Європи», «вживатимуть і підтримуватимуть заходи, спрямовані на збереження і розвиток позитивних традицій спільної спадщини, а також подолання упереджень і негативних стереотипів у відносинах між двома народами».
24-25 травня 1993 року відбувся офіційний візит в Україну Президента Польщі Л. Валенси, одним з головних результатів якого стало створення Консультаційного Комітету Президентів України і Республіки Польща. У лютому того ж року було підписано угоду між Міністерством оборони України та Міністерством національної оборони Польщі про військове співробітництво, яка в наступні роки була доповнена рядом протоколів.
У березні 1994 р. було підписано Декларацію міністрів закордонних справ України та Польщі про принципи формування українсько-польського партнерства, у якій міністри закордонних справ вперше на міждержавному рівні оголосили про стратегічне значення українсько-польських відносин та зобов'язались розвивати їх в майбутньому.
Польща погодилася допомагати Україні інтегруватися в західноєвропейські організації, насамперед НАТО і ЄС. Як зазначав на початку 1996 р. перший посол Республіки Польща в Україні Єжи Козакевич, «одним із найважливіших завдань польської зовнішньої політики є поширення і зміцнення різноманітних двосторонніх інструментів у наших двосторонніх відносинах з Україною, які полегшили б їй шлях до європейських інституцій». Представник МЗС України так образно визначив головний напрямок співпраці з Польщею: «Для України шлях через Москву веде до Сибіру, а через Варшаву — до Парижа».
Після візитів Л. Кучми до Варшави 25-27 червня 1996 р. і новообраного Президента Польщі О. Кваснєвського до Києва 20-22 травня 1997 р. українсько-польські відносини вийшли на рівень стратегічного партнерства. 21 травня голови обох держав підписали спільну неформальну Декларацію до злагоди і єднання.
Цілеспрямований розвиток польсько-української політичної взаємодії дозволив Україні заручитися підтримкою Польщі у налагодженні діалогу першої зі США та провідними державами Європи. При цьому слід зазначити, що у Стратегії національної безпеки Польщі задекларовано підтримку Варшавою євроатлантичних устремлінь України, зокрема, в рамках продовження політики «відкритих дверей» до НАТО. Крім того, наголошується, що польсько-українська співпраця повинна сприяти закріпленню вагомої ролі України в європейській політиці безпеки.
Під час офіційного візиту міністра закордонних справ Бронислава Геремека до України 15-16 вересня 1998 р. сторонами було досягнуто домовленості щодо інтенсифікації спільних дій з метою уникнення можливих негативних наслідків розширення ЄС. Також Б. Геремек зауважив, що його країна й надалі підтримуватиме інтеграційні прагнення України, зокрема в питанні набуття статусу асоційованого члена ЄС. Наприкінці березня 1999 р. у Варшаві відбулося перше засідання українсько-польської конференції з питань європейської інтеграції.
Хоча деякі українські офіційні особи, вчені та політологи висловлювали побоювання, що після того як Польща стане членом НАТО, Варшава відвернеться від України, однак як виявилося пізніше, характерною рисою «української політики» Польської держави була і залишилась підтримка співробітництва і зближення України з НАТО, а також обраного Києвом у 2002 році на інтеграцію до Альянсу. Це зумовлено баченням Польщею основних контурів європейської безпеки в контексті її національних інтересів та прагненням відігравати важливу роль в оновленому Альянсі, який адаптується до сучасних умов.
Подібні причини обумовлюють і польську підтримку європейської інтеграції України. Незалежна і сильна, а головне, дружня Україна для Польщі є суттєвою противагою впливам і амбіціям Російської Федерації, важливим інструментом польської східноєвропейської політики. Виступаючи 5 березня 1998 р. у Сеймі Республіки Польща Б. Геремек мав усі підстави стверджувати, що «незалежна Україна має ключове стратегічне значення і для Польщі та її безпеки, і для стабільності у всьому регіоні. Збереження привілейованих відносин з Україною сприяє зміцненню європейської безпеки».

### 2004—2010

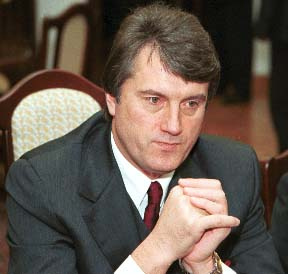
Президент України Віктор Ющенко у Польському парламенті

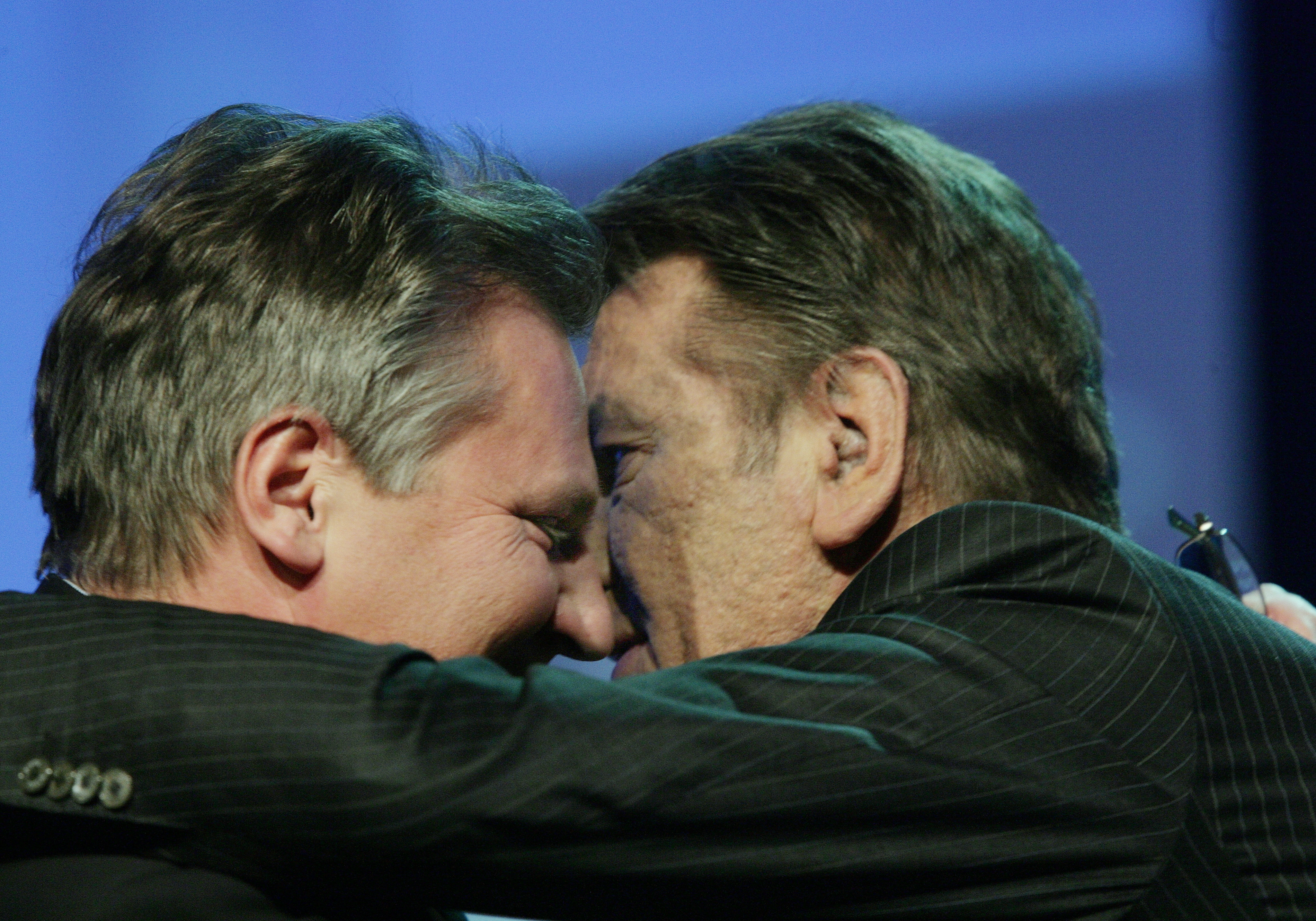
Президент України Віктор Ющенко (праворуч) цілує Президента РП Александра Квасневського, Давос 2005

Вступ Польщі до Європейського Союзу створив для України нову реальність: серед його членів уперше з'явилася країна, яка лобіювала український курс на членство в ЄС, а також і НАТО. Водночас, в умовах післяпомаранчевого розвитку постала необхідність істотної модернізації структури та наповнення політичного діалогу між Україною та Польщею. Наприклад, принципової ваги набула співпраця, спрямована на досягнення відповідності України першому з Копенгагенських критеріїв членства в ЄС («політичному» критерію): забезпечення стабільності демократичних інститутів, захист прав людини та верховенство права. 2005 рік був проголошений Роком України в Республіці Польща і урочисто відкритий у Варшаві в квітні 2005 р. за участі президента України В. Ющенка. Україна і Польща підписали угоди про академічне визнання документів про освіту і наукові ступені та про співробітництво у сфері інформатизації. Розширилися торговельно-економічні та науково-технічні зв’ язки між Україною та Польщею. Республіка Польща стала найважливішим економічним партнером України у Центральній Європі. Україна — друга за величиною країна, куди спрямовувався польський експорт. Спільна українсько-польська програма співробітництва у галузі науки і технологій станом на 2008 рік налічувала понад 150 спільних науково-дослідних проєктів.
Розвивалося транскордонне співробітництво у рамках створених у середині 1990-х років єврорегіонів «Карпати» і «Буг».
Водночас практично на всі сфери двосторонніх відносин накладалися проблеми, пов'язані із входженням Польщі з кінця 2007 р. до Шенгенської зони, що зумовлювало нові процедури й правила перетину українсько-польського кордону й, відповідно, створювало додаткові труднощі для розвитку й оптимізації співпраці між двома державами.
Важливим акцентом розвитку двосторонніх відносин стало ініціювання Польщею активізації східного вектора в політиці ЄС. Ідея посилення східного вектора Європейської політики сусідства (ЄПС) стала на 2008 рік одним із пріоритетів зовнішньої політики Польщі, яка позиціонувала себе лідером у цьому напрямку. Міністр закордонних справ Польщі Радослав Сікорський, представляючи 7 травня 2008 р. в сеймі напрями зовнішньої політики держави на 2008 рік, задекларував цю ідею: «Польща має продовжувати спеціалізуватися на виробленні спільної зовнішньої політики щодо Сходу». Водночас Польща прагнула і прагне зміцнити свою позицію в ЄС, насамперед, за рахунок посилення ролі в Східній Європі. Директор Центру східноєвропейських досліджень Варшавського Університету Ян Каліцький в інтерв'ю Польському радіо підтвердив цю ідею: «Хочу наголосити, що сила польської позиції в Європейському Союзі залежить від того, яку підтримку і силу ми маємо на сході». Міністр закордонних справ Польщі підкреслив, що його країна має намір реалізувати ЄПС на східному напрямку зі своїми партнерами — Чехією, Словаччиною, Угорщиною, Естонією, Литвою, Латвією, Румунією і Болгарією, а також із Швецією. Польща на засіданні Європейської Ради у березні 2008 р. підтримала пропозицію створити Союз для Середземномор’ я і, таким чином, розраховувала на підтримку з боку ЄС для виокремлення східного напрямку ЄПС.
Ці наміри Польщі тоді ж були реалізовані й знайшли своє відображення в спільній польсько-шведській пропозиції «Східне партнерство» від 23 травня 2008 р. Вона була представлена і схвалена на засіданні Ради ЄС із Загальної політики ЄС та Ради з питань Міжнародних відносин 26 травня 2008 р. в Брюсселі та стала флагманською ініціативою всього ЄС. 26 травня 2008 р. під час зустрічі міністрів закордонних справ Європейського Союзу в Брюсселі, Польща і Швеція представили загальну пропозицію в сфері поглиблення східного напрямку політики ЄС, котра отримала назву «Східне партнерство ЄС» (далі — СП). Ініціатива СП адресована до шести країн: безпосередні адресати — Україна, Молдова, Грузія, Азербайджан і Вірменія, а також передбачалася технічна й експертна співпраця з Білоруссю. СП — це набір конкретного інструментарію, який не гарантує перспективу членства в ЄС. Водночас через цей інструментарій дає можливість відкривати канали ЄС для втілення інтеграційних проєктів на теренах визначених країн. На думку багатьох політичних діячів і дослідників, СП може бути корисним механізмом, який сприятиме прискоренню політичної й економічної модернізації східних партнерів [8]. Отже, від часу входження Польщі до ЄС відбувалося наповнення відносин новим змістом, посилення її ролі як адвоката й лобіста євроінтеграційного та євроатлантичного курсу України. Це знайшло свій вияв, з одного боку, в підтримці ідей України, а з іншого, — у виробленні та реалізації конкретної програми співпраці ЄС з країнами Східної Європи. Насамперед, мова йде про програму сусідства і особливо про проєкт «Східне партнерство». Саме польсько-шведська ініціатива спрямована на реальне прискорення процесу долучення України (поряд з іншими східноєвропейськими державами) до інтеграції з ЄС.

### 2010—2022

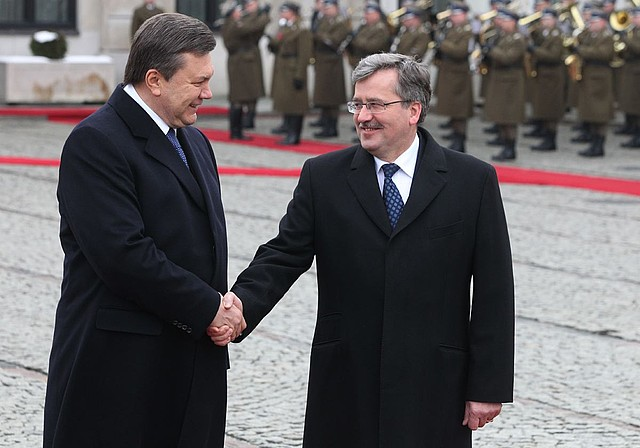
Віктор Янукович з Президентом Польщі Броніславом Комаровським у лютому 2011

Перші місяці 2010 р. супроводжувалися змінами найвищого державного й політичного керівництва в Україні. У результаті чергових виборів президентом України став В. Янукович. Водночас призначення М. Азарова прем'єр-міністром означало зосередження Партією регіонів найвищої державної й виконавчої влади в Україні. Трагедія під Смоленськом і загибель президента Л. Качинського призвели до дострокових виборів глави польської держави. Перемога Б. Коморовського супроводжувалася концентрацією влади по лінії президент-прем'єр у руках партії Громадянська Платформа. Попередні заяви і перші рішення нового керівництва України і Польщі дозволяють говорити про настання з середини 2010 р. нового етапу в українсько-польських відносинах. Народний депутат України, президент Українського союзу промисловців і підприємців, Співголова координаційного комітету Польсько-української господарчої палати, співголова Українсько-польського форуму партнерства Анатолій Кінах і депутат Європейського Парламенту від Громадянської Платформи, Член Європейської Народної партії (EPP), заступник голови комітету міжнародної торгівлі та голови комітету закордонних справ, член комісії з питань безпеки та оборони Європейського Парламенту Павел Залевскі в публікації в газеті «День» від 7 вересня 2010 р. «Скористаймося сприятливим моментом» окреслили нові підходи до польсько-українського співробітництва в умовах зміни політичного керівництва в Україні та Польщі, схарактеризувавши цей етап розвитку як «нову еру польсько-українських відносин». Ще в 1990-х рр. йшлося про початок «нової ери» в українсько- польських стосунках, відлік якої датували прикінцевим етапом горбачовської «перебудови», коли представники Народного Руху України налагоджували контакти з діячами «Солідарності».
Ключовими напрямами цього етапу для двох країн було визначено реформування, розширення економічних контактів між Україною та Польщею, інвестиційна співпраця наших країн, підтримка й допомога Польщі у питаннях інтеграції України в європейську спільноту та скасування візового режиму для українців з країнами ЄС. Для України важливим був досвід сусідньої держави, адже саме Польща в 2009 році, коли в усій Європі спостерігалося падіння економіки, продемонструвала зростання своєї економіки на рівні 2,4 %, і це був найкращий показник по ЄС. Станом на 2009 рік Україна й Польща мали розвинену мережу контрактів на міжрегіональному рівні, було підписано близько 430 партнерських угод про співпрацю між суб'єктами місцевого самоврядування обох країн.
У 2009—2010 рр. найбільші закордонні інвестиції Польща має саме в Україні — 730 млн доларів. Українські інвестиції в Польщі також були найбільшими за кордоном і становили 1,2 млрд доларів. В Україні було понад 1 тис. польських фірм з польським або змішаним капіталом.
Політичні баталії та вплив на Україно-польські взаємини негативним трактуванням і нерідко перекручуванням історичних подій зацікавленими силами, стосунки між Україною та Польщею починають тяжіти до з'ясування політичних відносин. Так, польський Сейм 20 червня 2013 р. ухвалив заяву, у якій йдеться, що «9 лютого 1943 нападом загонів УПА на Волинське село Паросля почалася груба акція фізичного знищення поляків, яка проводилася бандерівською фракцією Організації українських націоналістів та Українською повстанською армією». У документі також йдеться, що жертвами антипольської акції УПА стали близько 100 тисяч поляків. За ухвалення такого тексту документа проголосувала більшість депутатів верхньої палати польського парламенту.
Сьогодні розвиток стратегічного партнерства між Україною та Республікою Польща відповідає національним інтересам обох держав. Польща — важливий союзник нашої держави у міжнародних організаціях  та регіональних об'єднаннях. Як держава-член ЄС і НАТО, Польща послідовно підтримує євроінтеграційні та євроатлантичні устремління України, постійно акцентує увагу на необхідності збереження політики «відкритих дверей» для нових країн-членів, одним з найбільших контрибуторів СММ ОБСЄ в Україні. Прикладом успішної співпраці наших країн є діяльність ЛИТПОЛУКРБРИГу ім. князя Костянтина Острозького.
На усіх міжнародних майданчиках Польща засуджує російську агресію проти України, займає рішучу позицію на підтримку територіальної цілісності і суверенітету України у міжнародно визнаних кордонах, відстоює звільнення політичних в'язнів Кремля та послідовно підтримує політику санкцій ЄС щодо Росії за окупацію Автономної Республіки Крим і міста Севастополь та окремих районів Донецької і Луганської областей.
Україна і Польща активно взаємодіють з питань енергетичної безпеки та диверсифікації джерел енергопостачання, кібербезпеки, військово-технічній та оборонній галузях. Підтримується тісний діалог і співпраця в культурно-гуманітарній сферах. Важливий внесок у зміцнення відносин між двома державами роблять чисельна українська громада в Польщі та польська громада в Україні.

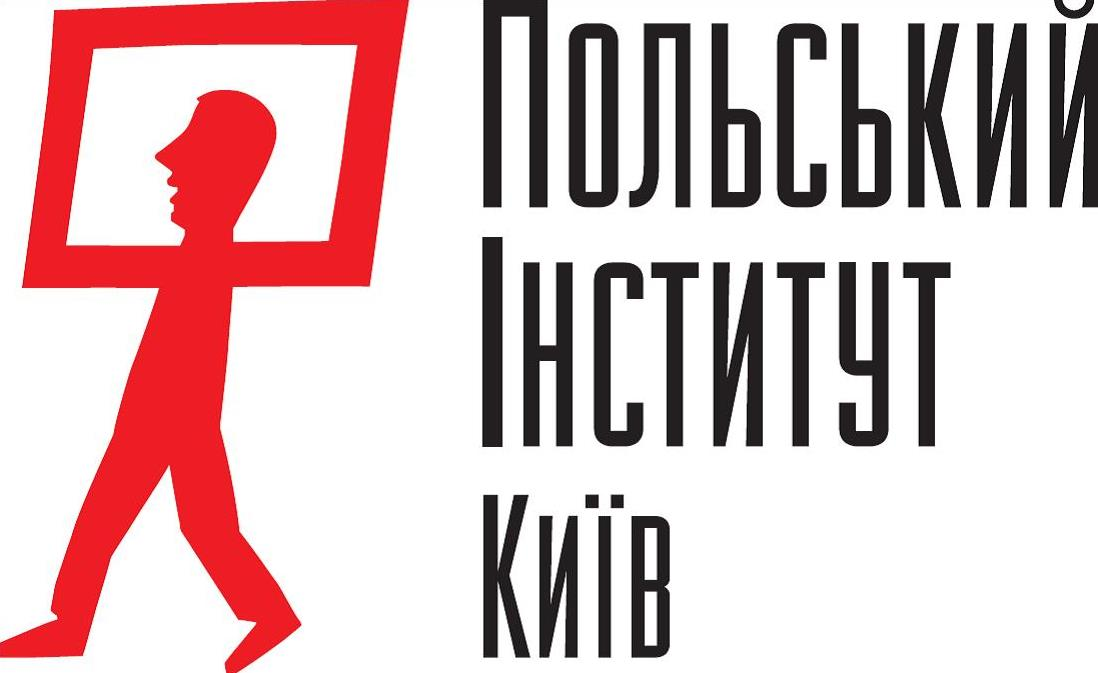
Польський Інститут у Києві

Активно розвивається торговельно-економічна співпраця. За підсумками 2019 р. рівень товарообігу між Україною та РП склав 8,03 млрд.дол. США, що на 6,7 % більше у порівнянні з 2018 р. Тенденція до подальшого зростання обсягу двосторонньої торгівлі з Польщею зберігається.
Україна залишається пріоритетною країною, якій з боку Польської держави надається допомога на розвиток. У період 2014—2019 рр. Уряд РП, використовуючи свої багатосторонні і двосторонні інструменти допомоги, надав Україні гуманітарну допомогу на загальну суму ~8,4 млн дол. США. У рамках Програми співпраці на цілі розвитку Республіки Польща на 2016—2020 р. реалізовано 36 проєктів на загальну суму ~5,4 млн.дол. США.
Активно розвивається міжрегіональне співробітництво, а також співпраця у сфері освіти, науки, культури, молодіжних обмінів.
Між Україною і Польщею функціонують понад десятка важливих двосторонніх інституційних механізмів.
У травні 2019 року у Варшаві відкрився український діловий центр, завданням якого є надання комплексних послуг українському бізнесу, для виходу на польський ринок.

### Під час російського вторгнення в Україну 2022 року
| |  |  |
| Набір пам'ятних срібних монет номіналом 10 гривень та 10 злотих, введена Національним банком України та Національним банком Польщі. |  |  |

У 2022 році під час російсько-української війни громадяни Польщі вийшли на численні протести проти російського вторгнення в Україну, а також Польща прийняла на себе більшу частину українських біженців. Польща передала Україні гаубиці AHS Krab, а також танки радянського зразка та польської модифікації PT-91 Twardy, а також протитанкову зброю, боєприпаси та амуніцію для українських військових. Також Польща першою серед союзників надала Україні бойові літаки МіГ-29.
16 травня 2023 року Уряд Польщі призначив Урядову уповноважену з питань польсько-українського співробітництва в галузі розвитку Ядвігу Емілевич.
У День Незалежності України, який відзначався 24 серпня 2023 року, національні банки України та Польщі разом увели в обіг пам'ятні монети зі спільного набору «Дружба та братство — найбільше багатство», який складається з двох срібних пам'ятних монет номіналом 10 гривень та 10 злотих і присвячений партнерству двох країн.
У 2025 році Польща продовжує надавати багаторівневу допомогу українцям, які залишаються в країні через війну. Українці мають доступ до медичних послуг, освіти для дітей, ринку праці, а також отримують соціальну допомогу. Продовжують діяти організації та волонтерські ініціативи, що допомагають з адаптацією, мовними курсами, юридичною підтримкою та пошуком роботи.

## Антагонізми в українсько-польських відносинах
5 липня 2013 року до Сейму Республіки Польщі звернулися 148 нардепів України — 118 регіоналів, 23 комуністи та кілька позафракційних — з проханням визнати Волинську трагедію геноцидом польського народу. Цю заяву, оцінену як безпрецедентну, підписали напередодні 70-річчя вшанування жертв українсько-польського протистояння у 1943—1944 рр. Президент України Леонід Кравчук назвав регіоналів, які закликали польський Сейм визнати події на Волині геноцидом, «зрадниками українського народу».
12 липня 2013 року міністр закордонних справ Польщі Радослав Сікорський, виступаючи перед Сеймом, просив не загострювати позицію (вважаючи її геноцидом) щодо Волинської трагедії; Сейм не підтримав проєкт визнання події геноцидом (212 — за, 222 — проти, 3 — утримались).
2014 року Президент України Петро Порошенко попросив у поляків пробачення за Волинську трагедію під час виступу перед обома палатами польського парламенту, на виступі президента України був присутній також президент Польщі Броніслав Коморовський.

На початку червня 2016 року відомі українці, в тому числі Президенти Кравчук, Ющенко звернулися з відкритим листом до проводу Польської держави та всього суспільства. На початку липня польська еліта написала лист-відповідь на це звернення українців: лист під назвою «Брати українці», який оприлюднили у польській пресі, підписали сорок авторитетних представників польського народу, зокрема три екс-президенти: Лех Валенса, Александер Кваснєвський і Броніслав Коморовський, багато польських політичних, громадських і культурних діячів та журналістів. Зокрема, у ньому є такі рядки: 
…нас тішить Ваш лист зі знаменними словами «пробачаємо та просимо про вибачення», у якому не ухиляєтеся від відповідальності за кривди, завдані полякам у сорокових роках минулого століття. Ми також віддаємо честь жертвам братовбивчих польсько-українських конфліктів. Дякуємо за Ваш лист та просимо пробачити кривди, заподіяні нашим братам-українцям польськими руками. 
6 липня 2016 року Сенат Республіки Польща прийняв «Проект ухвали щодо вшанування громадян Другої Речі Посполитої — жертв убивств українських націоналістів у 1939—1945 роках». У ньому, зокрема, вказано, що: загальна кількість жертв — 100 та кілька десятків тисяч осіб, якими ставали також євреї, чехи, вірмени, українці; Сенат віддає найвищу шану воякам Армії Крайової, кресових самооборон, Батальйонів селянських (хлопських) та іншим формаціям, які протидіяли різні; висловлює повагу і вдячність тим українцям, які, наражаючись на небезпеку, рятували поляків та пропонує встановити для них спеціальні відзнаки. 7 липня маршалок Сенату Станіслав Карчевський спрямував проєкт ухвали до законодавчої комісії (голова Станіслав Гогач), яка на засіданні 7 липня врахувала поправки і схвалила проєкт, який скерувала для затвердження Сенатом.
Увечері 7 липня 2016 року Сенат прийняв ухвалу (за — 60, 23 проти, 1 утримався) щодо Волинської трагедії. У резолюції сенатори закликали польський Сейм визначити 11 липня «Національним днем пам'яті жертв геноциду, скоєного українськими націоналістами проти громадян Другої Речі Посполитої».
«Президент Петро Порошенко разом з українською делегацією за участю представників Адміністрації Президента України, посла України в Республіці Польща Андрія Дещиці та народного депутата Надії Савченко вшанували пам'ять жертв, поклали квіти до пам'ятника жертвам Волинської трагедії у Варшаві», — сказано в повідомленні прес-служби Президента 8 липня 2016 Порошенко поклав вінок, ставши на коліно, що оцінили в польському суспільстві. Однак в українському суспільстві цей вчинок викликав і негативну реакцію. Зокрема, лідер Радикальної партії О. Ляшко вважає, що президент вкотре принизив український народ на міжнародній арені. Також О. Ляшко разом із народним депутатом Віктором Вовком зареєстрували у парламенті проєкт Постанови про заяву ВР у зв'язку з намірами Сенату і Сейму Республіки. В ній вони «пропонують Верховній Раді рішуче засудити „односторонні дії Сенату та Сейму Республіки Польща, спрямовані на перегляд позитивних результатів співпраці, які були досягнуті під час конструктивного українсько-польського діалогу за останні десятиліття“, посилаючись на те, що Україна та Республіка Польща вже дали спільну об'єктивну оцінку історичним подіям, зокрема на Волині, у погоджених обома сторонами документах.»
11 липня 2016 року в програмі Міхала Рахоня (пол. Michał Rachoń) «Minęła 20» на телеканалі «TVP Info» міністр оборони Польщі Антоній Мацеревич назвав події, пов'язані з Волинською трагедією, «безсумнівним злочином геноциду» (пол. zbrodnia  ludobójstwa), а Росію — винною у Волинській трагедії, бо вони (більшовики) «використовували частину українських націоналістів для організації геноциду». Також міністр ствердив, що польське суспільство також винне в тому, що про ті події не говорили правди, а підтримка розбудови незалежності України на основі правди — це інтерес Польщі. Відомості про інтерв'ю А. Мацеревича в українських ЗМІ з'явилися 12 липня 2016.
Головним ініціатором розгляду питання в Сеймі був голова депутатської групи Сейму Польща — Україна Міхал Дворчик. 22 липня 2016 Сейм проголосував за те, щоб визнати події «геноцидом» (підтримали 432 депутати сейму з 460), а 11 липня вважатимуть «Національним днем пам'яті жертв геноциду, скоєного українськими націоналістами проти поляків».
 Президент Порошенко висловив жаль із цього приводу.

Посол України у Польщі Андрій Дещиця: 
Надзвичайно прикро, що частина польських політиків, приймаючи постанову про вшанування жертв Волині, так і не врахувала неодноразових звернень і пропозицій української сторони щодо спільної оцінки нашої спільної трагічної історії.
Черговий пік протистоянь припав на осінь 2017-го, відколи офіційна Варшава, використовуючи складне тогочасне становище України, відновила тиск через поновлення питань, пов'язаних із традиційними історичними взаємознищеннями, які мали місце свого часу.
Польща заборонила в'їзд секретарю української комісії у справах увічнення пам'яті учасників АТО, жертв війни та політичних репресій Святославу Шереметі. Варшава погодилася прояснити відносини з Києвом. «Це був перший такий випадок з того часу, як польські дипломати заявили, що їхня країна більше не впускатиме українських посадовців, які нібито применшують звірства проти поляків часів війни, а також прославляють націоналістичні групи, які боролись за незалежність України, часом пліч-о-пліч із нацистськими силами».

### Знищення пам'ятників
Після вторгнення росії в Україну в 2014 році почастішали плюндрування й руйнування українських пам'ятників на похованнях у Польщі. Подекуди такі дії відбуваються за ініціативи й підтримки місцевих адміністрацій. Зокрема, 5 пам'ятників в 2014 році, 6 в 2015, 3 в 2016 та 1 в 2017, з них 3 було знищено, 5 пошкоджено й 7 помальовано.

#### Провокації погіршення відносин
1 листопада 2016 року невідомі спалили прапор України під час маршу, присвяченого Дню незалежності Польщі. Осіб, які це вчинили, встановити не вдалося. За повідомленням польського новинного видання, вони були замасковані під уболівальників одного з варшавських футбольних клубів. Польська влада заперечила свою причетність до організації маршу, під час якого було спалено прапор. У той же час опозиційні політики Польщі наголошували на необхідності притягнення винних до відповідальності. 12 листопада на «Порталі незалежних націоналістів» [Архівовано 10 лютого 2022 у Wayback Machine.] розмістили інформацію, що за спаленням прапора стоїть проросійська псевдопатріотична організація «Національна вільна Польща» (нараховувала до 10 учасників). Учасників акції і лідера організації «Національна вільна Польща» побили польські націоналісти. Інформацію про побиття підтвердив лідер організації.
29 березня 2017 року невідомі обстріляли Генеральне консульство Польщі у м. Луцьку. Наслідком цього стало припинення роботи консульських установ в Україні. За фактом відкрито кримінальне провадження за ст. 258 (терористичний акт) Кримінального кодексу України. Основною версією слідства є проведення спецслужбами РФ інформаційної операції, поряд із нею розглядають і інші версії: дії радикальних угруповань, персональна образа. Удень після обстрілу посольства активісти намагалися влаштувати акцію протесту та перекрити рух у с. Гряда. Однак мітингувальники були затримані, а організатори мітингу ймовірно проводили його на замовлення. Також прихильники версії причетності до вказаних подій РФ пов'язують їх проведення у даний час саме активізацією польської сторони у питанні розслідування авіакатастрофи під Смоленськом.

6 листопада 2021 року невідомі розфарбували пам'ятники Юзефу Пілсудському і чотирьом легіонерам у Кракові синім і жовтим кольорами. Польські правоохоронці звернули увагу, що кольори українського прапора нанесено навпаки. А на плакаті слово «Польща» написано російською мовою — з буквою «ш». Речник поліції Малопольського воєводства Себастіан Глень заявив:
Я не думаю, що це зробили українці, оскільки вони добре знають, як виглядає їх національний прапор і не зробили б помилки, малюючи кольори навпаки. Ми підозрюємо, що це, скоріш за все, була провокація. Очевидно, хтось дуже хоче посварити поляків та українців
Пізніше одного з двох вандалів, якими виявилися громадяни України, затримала польська поліція. Затриманий розповів, що вони зі спільником отримали «доручення» вчинити перед 11 листопада — Днем незалежності Польщі — акт вандалізму щодо пам'ятника Пілсудському.
25 листопада 2021 року у Львові затримали двох вандалів, які спаплюжили польський військовий меморіал, більше відомий під назвою «Цвинтар орлят». Ще одному зловмиснику вдалося текти. Згідно свідчень затриманих, за провокацію їм пообіцяли заплатити, проте хто і скільки — нібито не знають, бо домовлявся із замовником їхній товариш, якому вдалося втекти.

У ніч з 13 на 14 січня 2022 року відбулася кібератака на українські урядові сайти. На вебсторінках з'явилося повідомлення: «Українець! Всі ваші особисті дані були завантажені в загальну мережу. Всі дані на комп'ютері знищуються, відновити їх неможливо. Вся інформація про вас стала публічною, бійтеся і чекайте гіршого. Це вам за ваше минуле, сьогодення і майбутнє. За Волинь, за ОУН УПА, за Галичину, за Полісся і за історичні землі». В СБУ припустили, що за атакою стоять спецслужби РФ. Таку ж версію висунув і міністр-координатор спецслужб Польщі. В заяві його речника Міхала Камінського сказано:
Заява, розміщена агресорами на сайтах, була написана в тому числі польською, але там були серйозні помилки, що вказують на те, що текст писав хтось, для кого польська мова не є рідною

### Торговельні обмеження
Невдовзі після офіційних перемовин 5 квітня 2023 року щодо не припинення транзиту української агропродукції територією Польщі на рівні державної делегації, 15 квітня 2023 року країною, разом із Угорщиною було запроваджене обмеження експорту й транзиту великої номенклатури сільськогосподарської продукції, разом із зерновими. До обмежень також пізніше долучилися Словаччина й Румунія (без обмеження транзиту), також долучення розглядає Болгарія. 21 квітня 2023 року Польща відкрила кордон для транзиту української аграрної продукції з обмеженням зупинок транспорту. Також Польща разом із іншими країнами хоче ініціювати розширення заборони імпорту з агропродукції з України на рівні Європейського Союзу, що прямо суперечить угоді про асоціацію.
У відповідь, українські переробники молока вимагають заборонити імпорт польської молочної продукції. Попередні суперечки щодо транзитних квот відзначені в 2016—2019 роках, тоді Україна в односторонньому порядку скасувала обмеження.

## Галерея

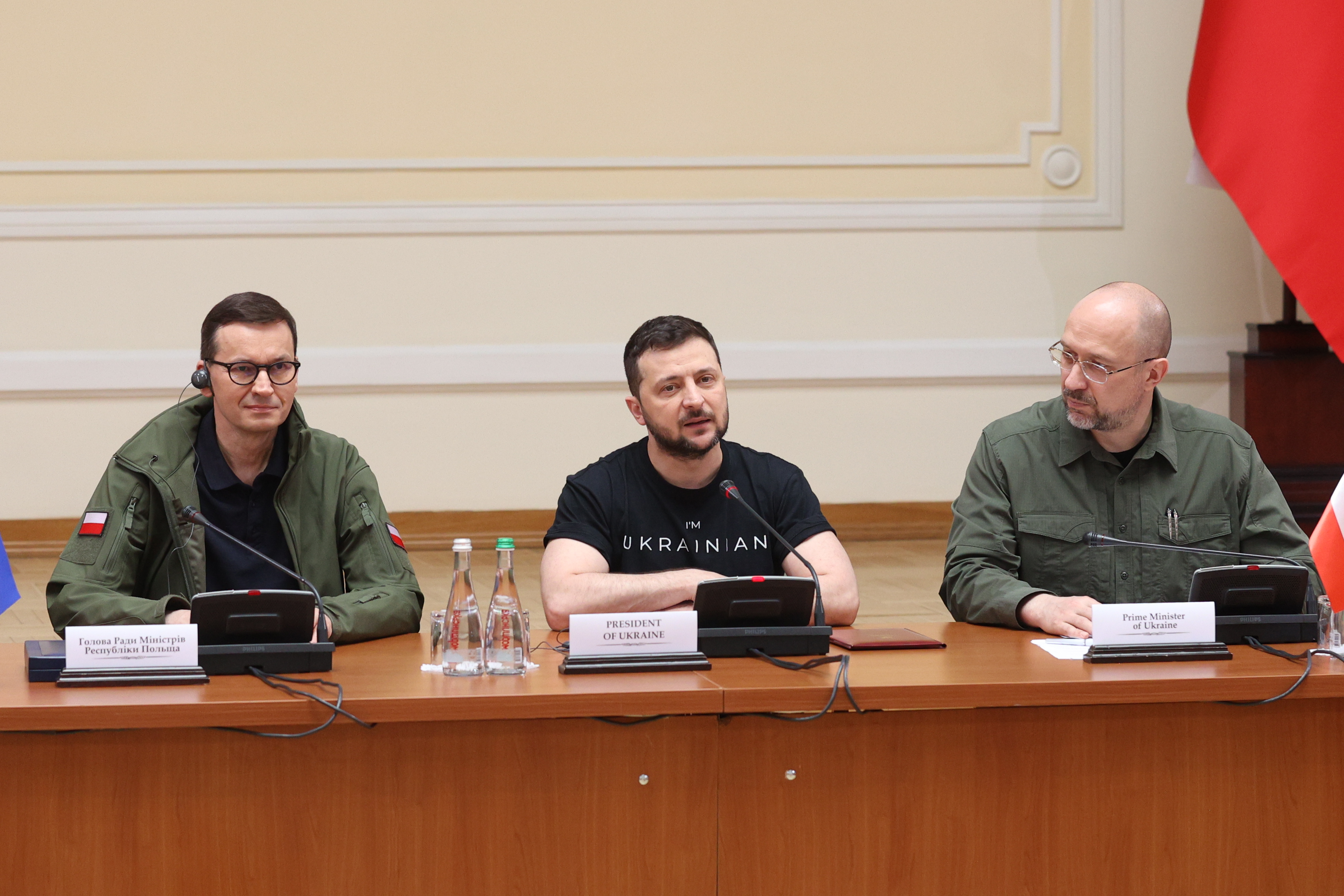
Участь Президента України у відкритті українсько-польських міжурядових консультацій, 1 червня 2022
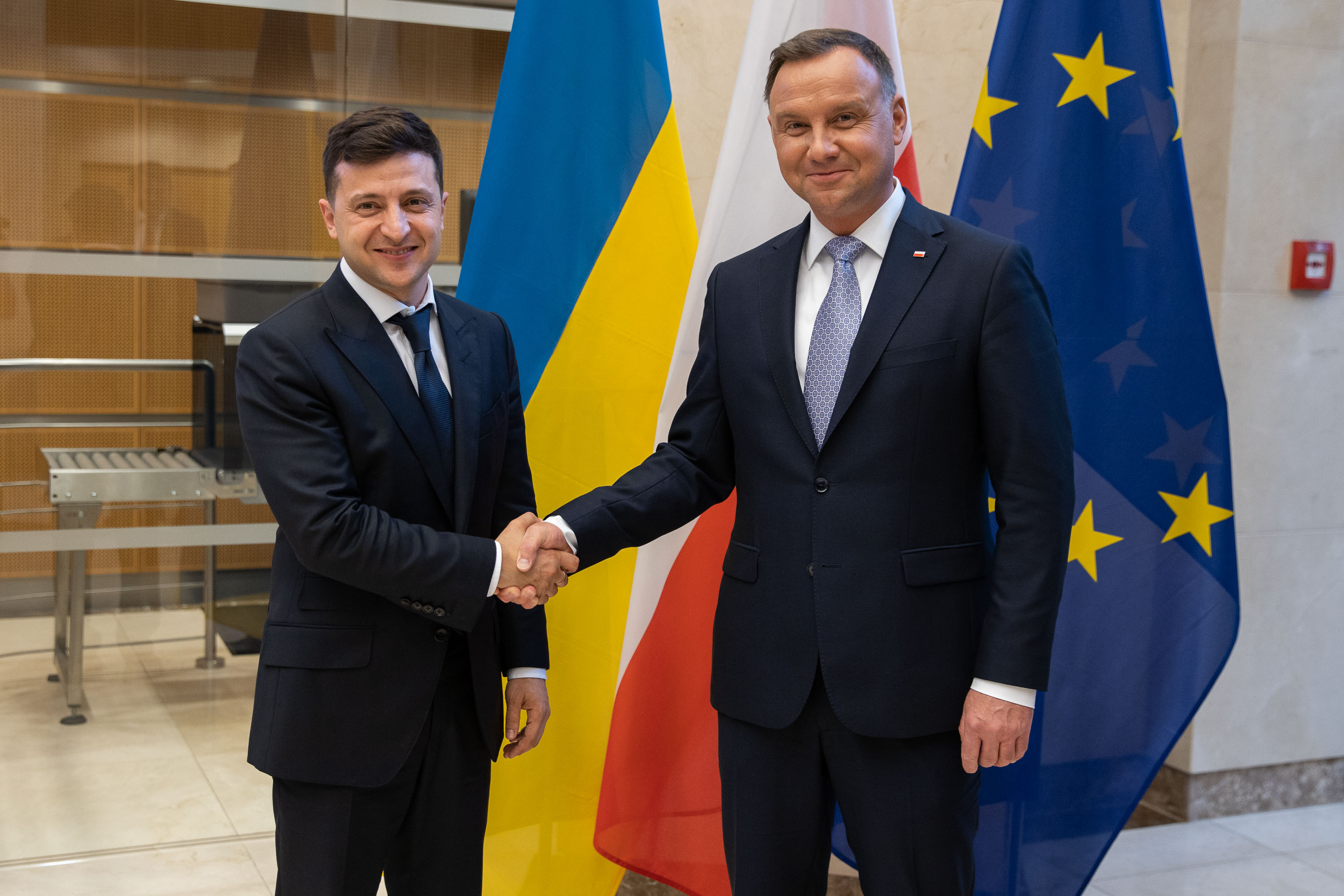
2019, Брюсель
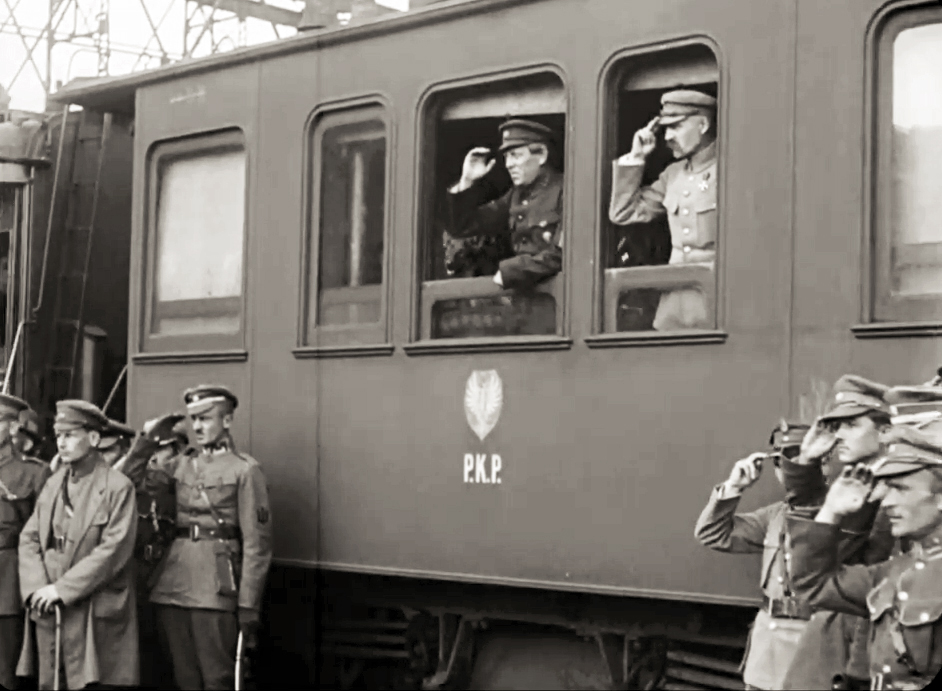
Юзеф Пілсудський і Симон Петлюра у Вінниці, 16 травня 1920
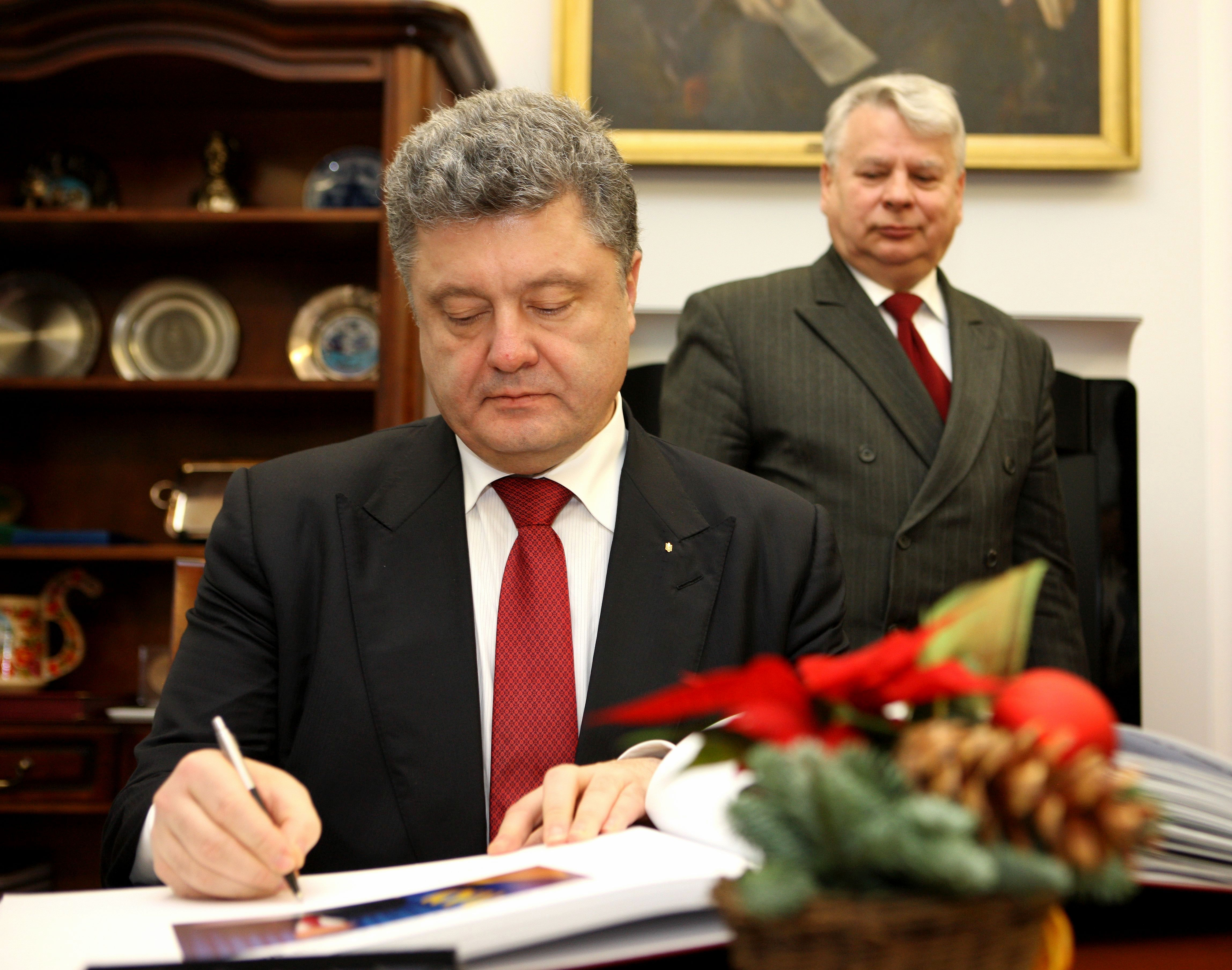
Президент України Петро Порошенко під час зустрічі з маршалком сенату Польщі Богданом Борусевичем, 2014
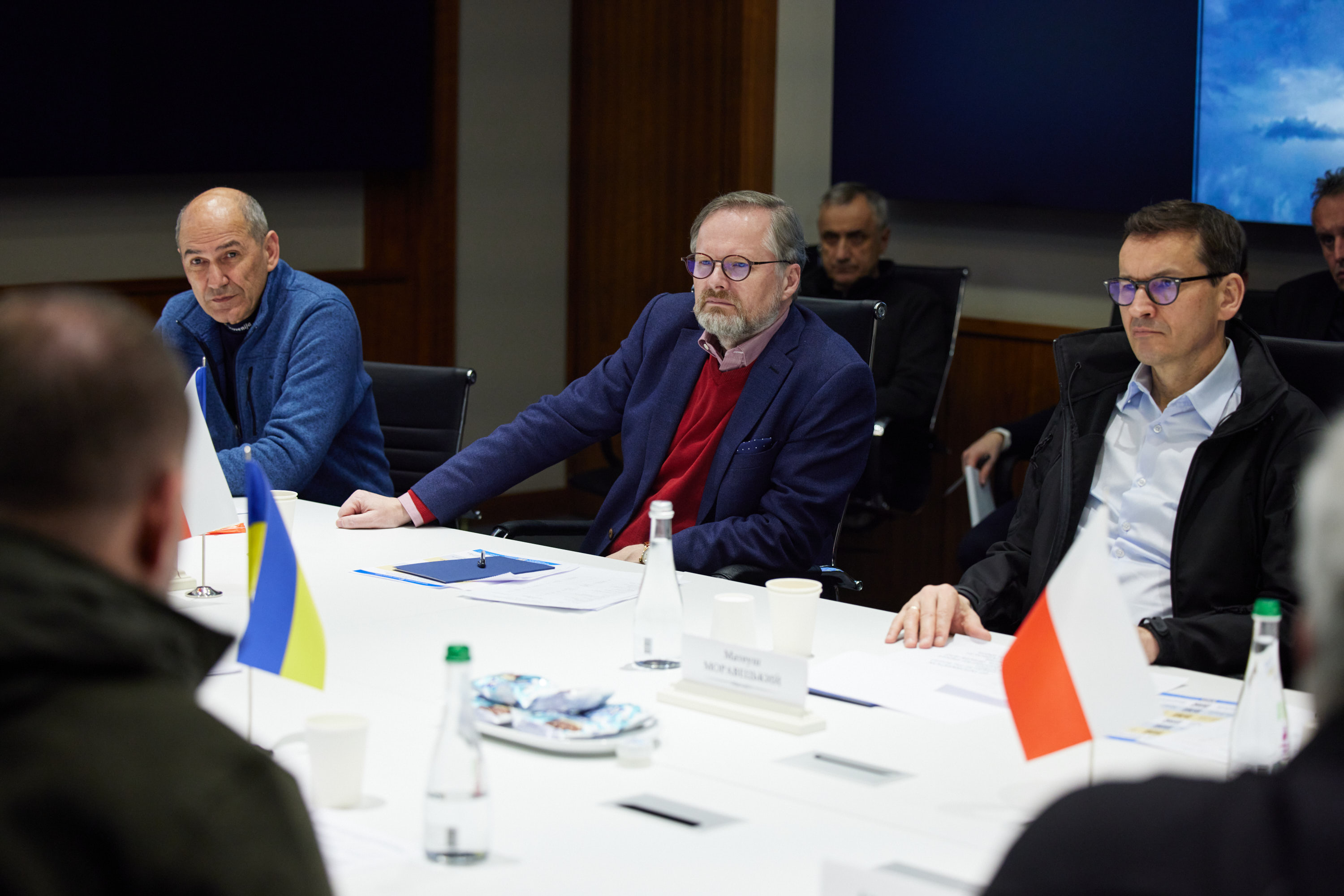
Прем’єр-міністри Польщі, Чехії та Словенії під час розмови з Президентом та Прем’єр-міністром України в Києві, 15 березня 2022 року
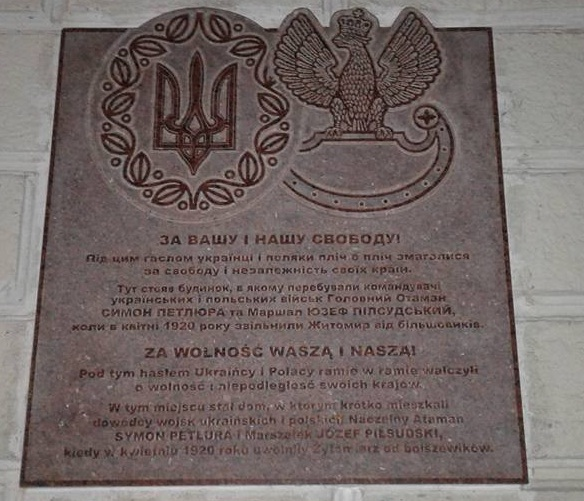
Пам'ятна табличка здобуття Житомира польськими та українськими військами під час Київського наступу в 1920
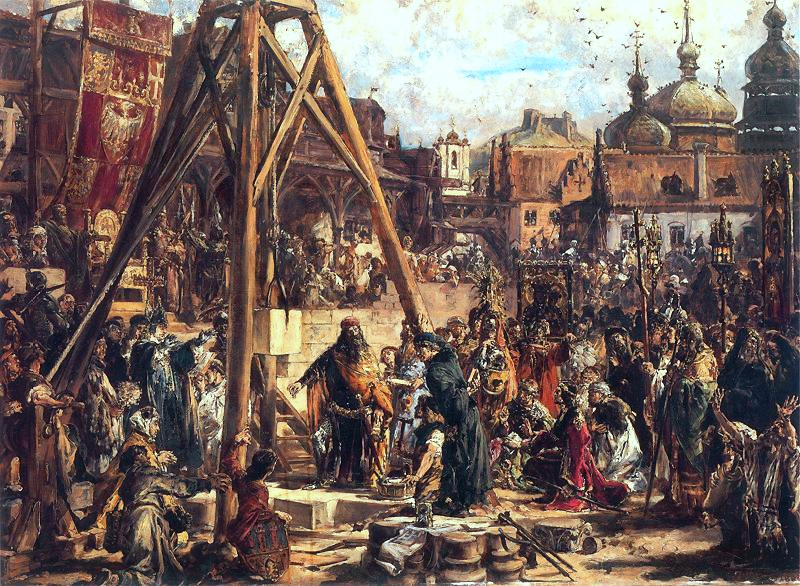
Казимир III закладає католицький собор у підкореному Львові. Картина Яна Матейко (1888)
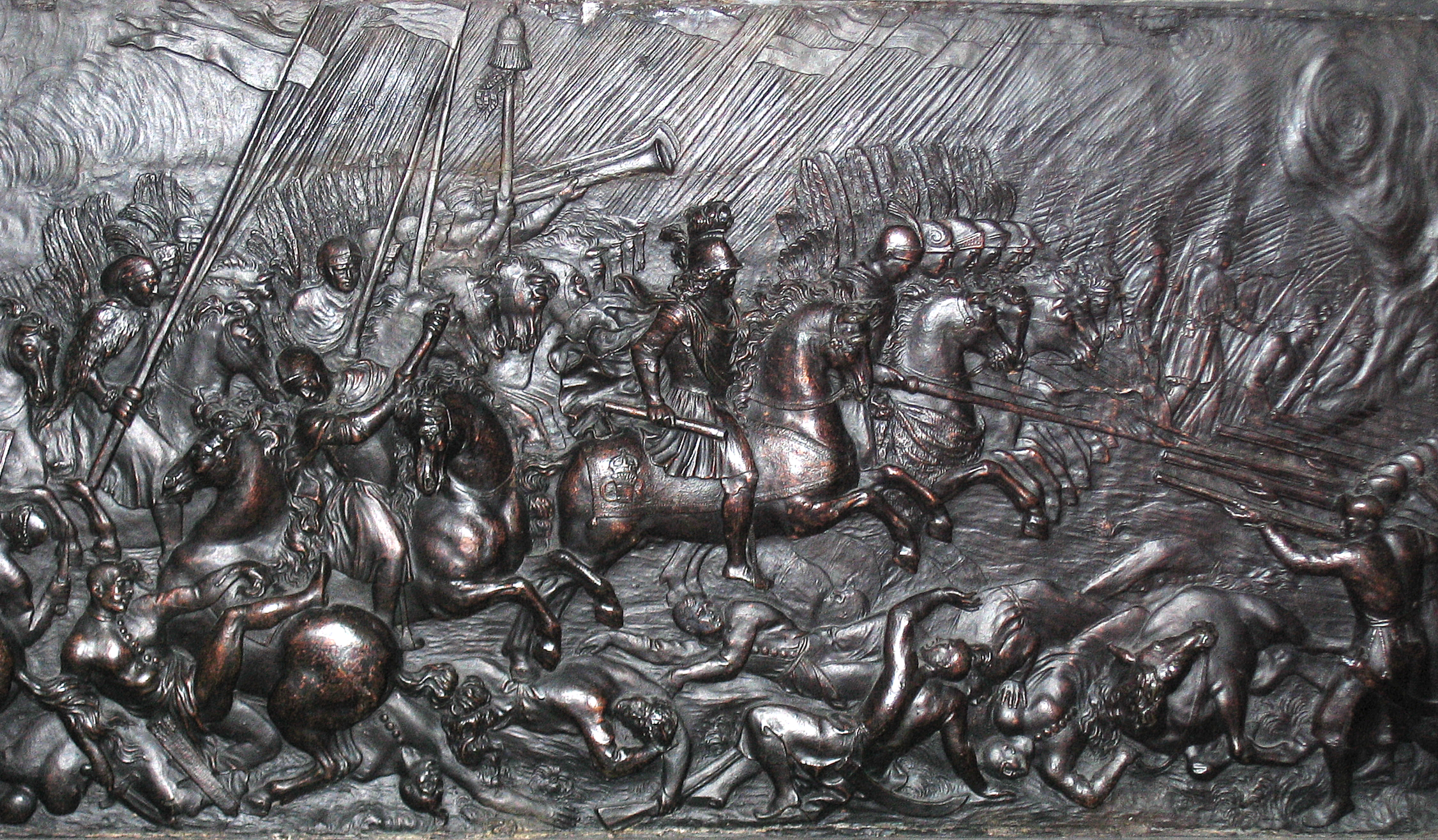
Битва під Берестечком, 1651
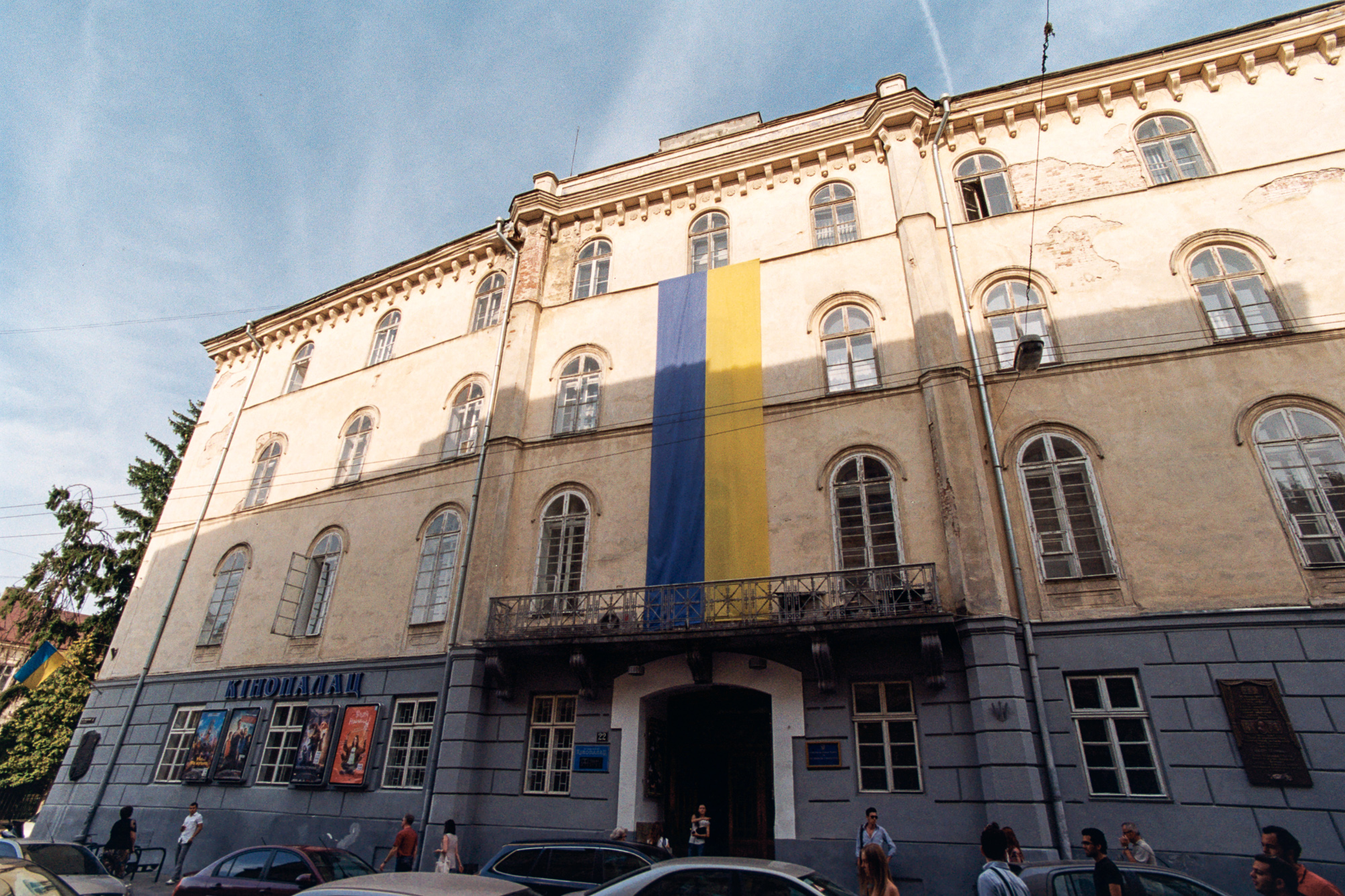
Народний дім — будівля, в якій у 1918 році засідала Українська національна рада. Україна, Львів, вул. Театральна (Львів), 22
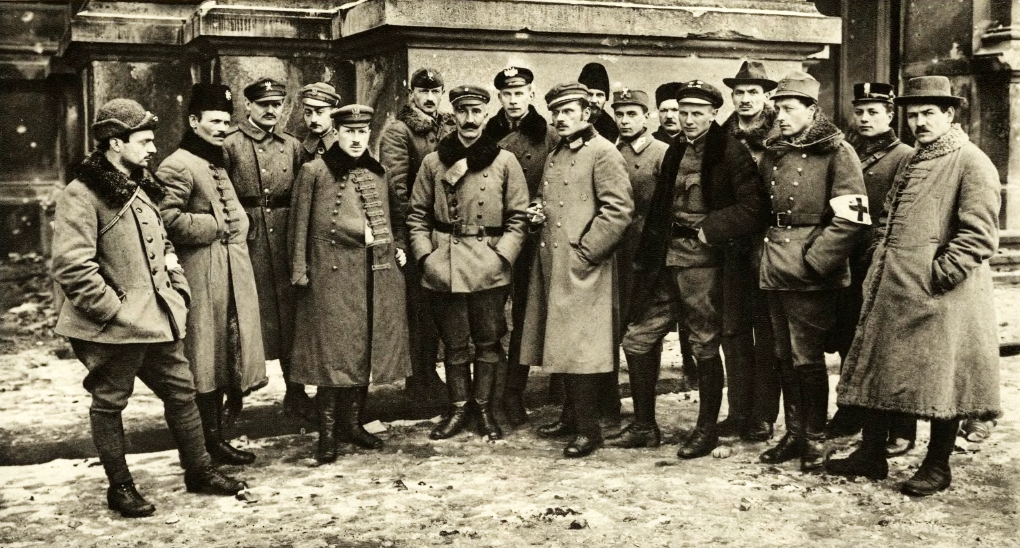
Польське командування оборони Львова. 1918
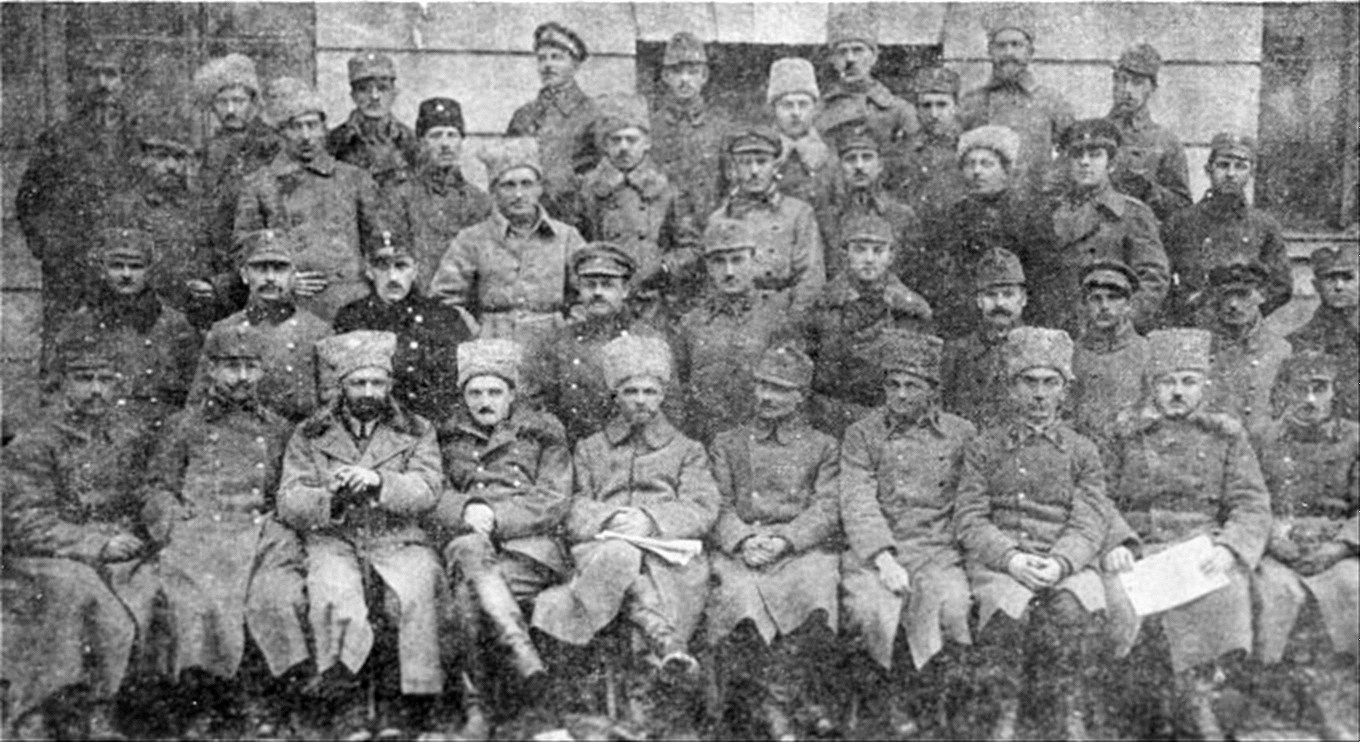
Верховне командування Галицької армії. Ходорів, 1919

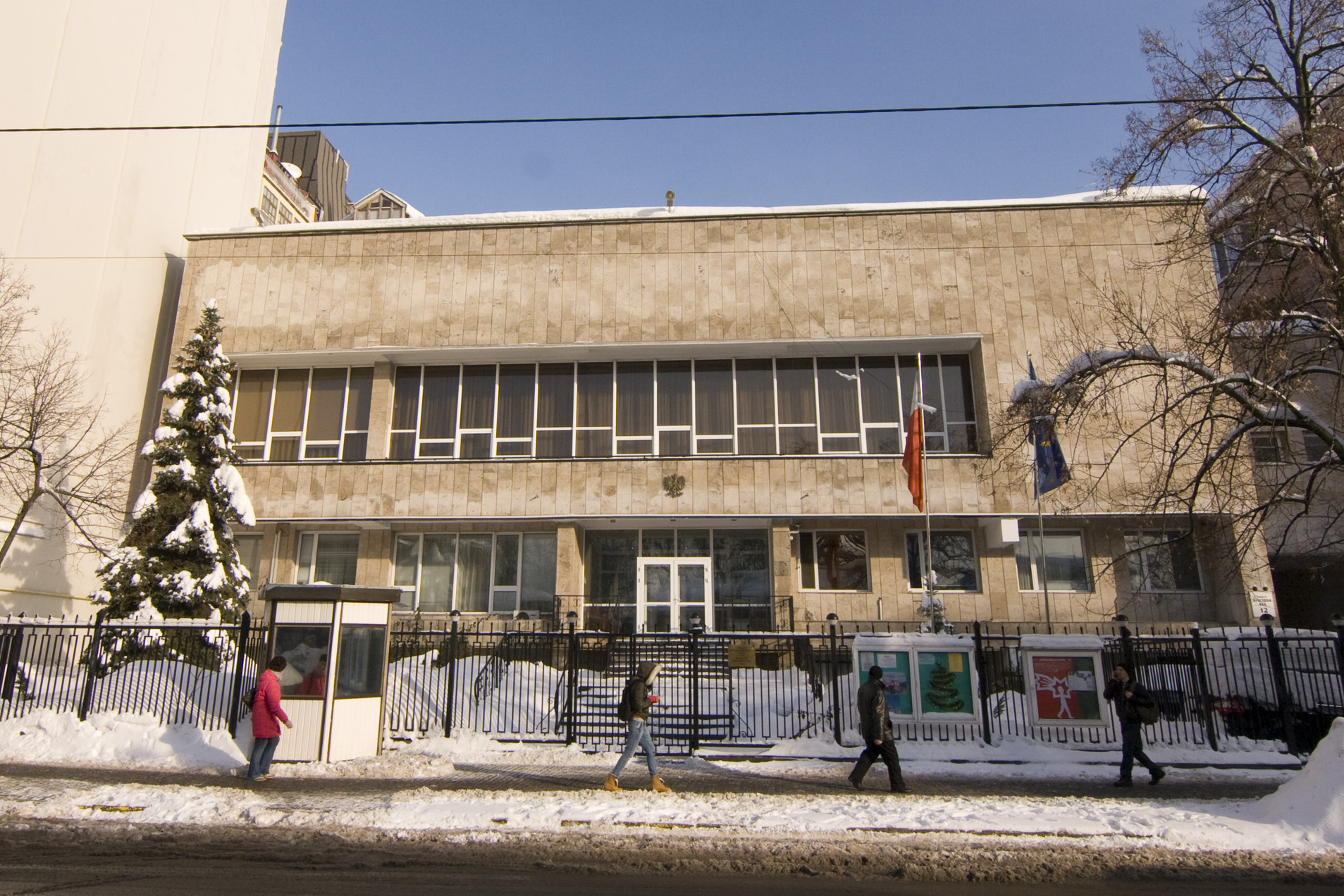
Посольство Польщі в Києві
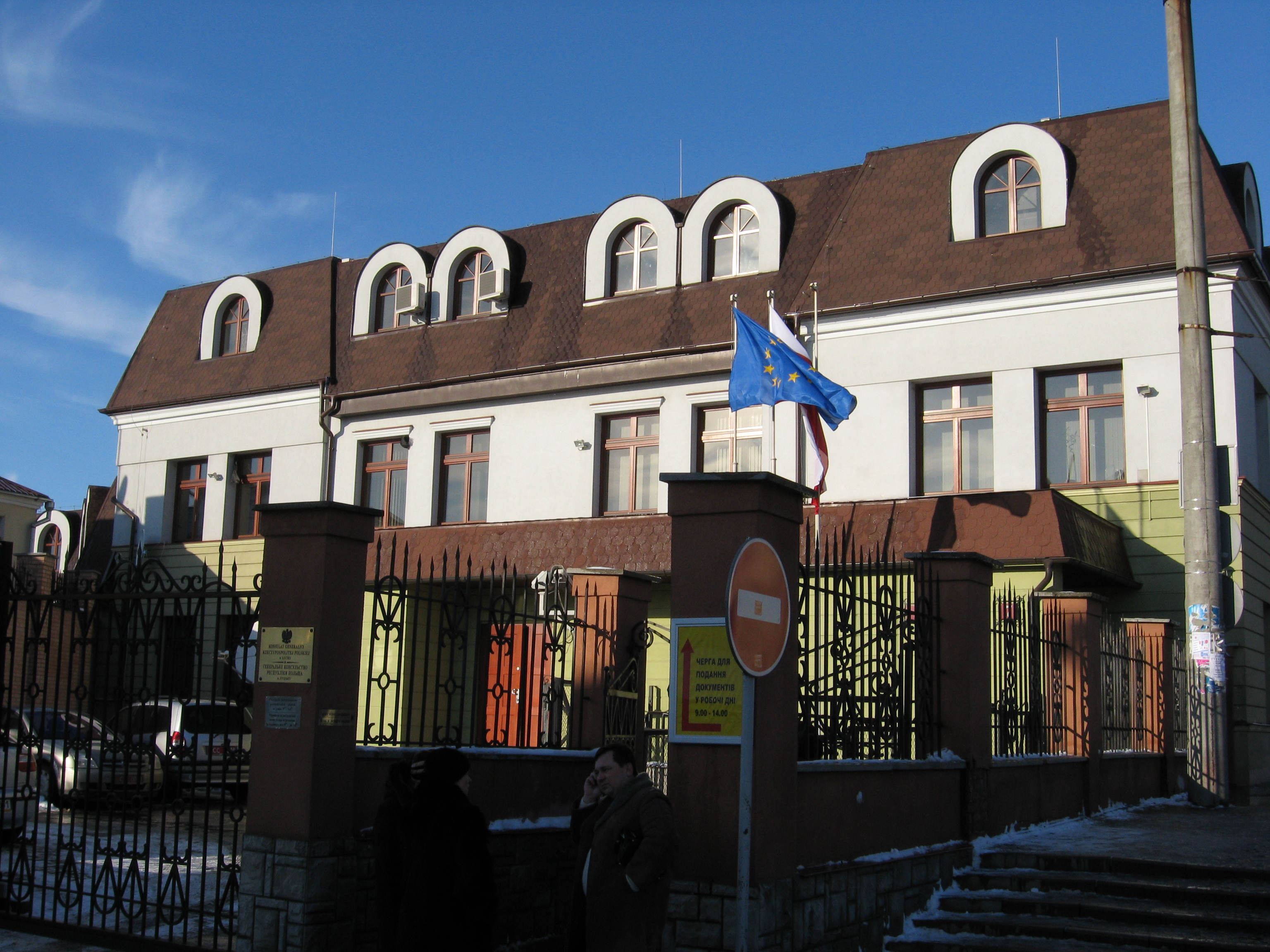
Генеральне консульство Польщі в Луцьку
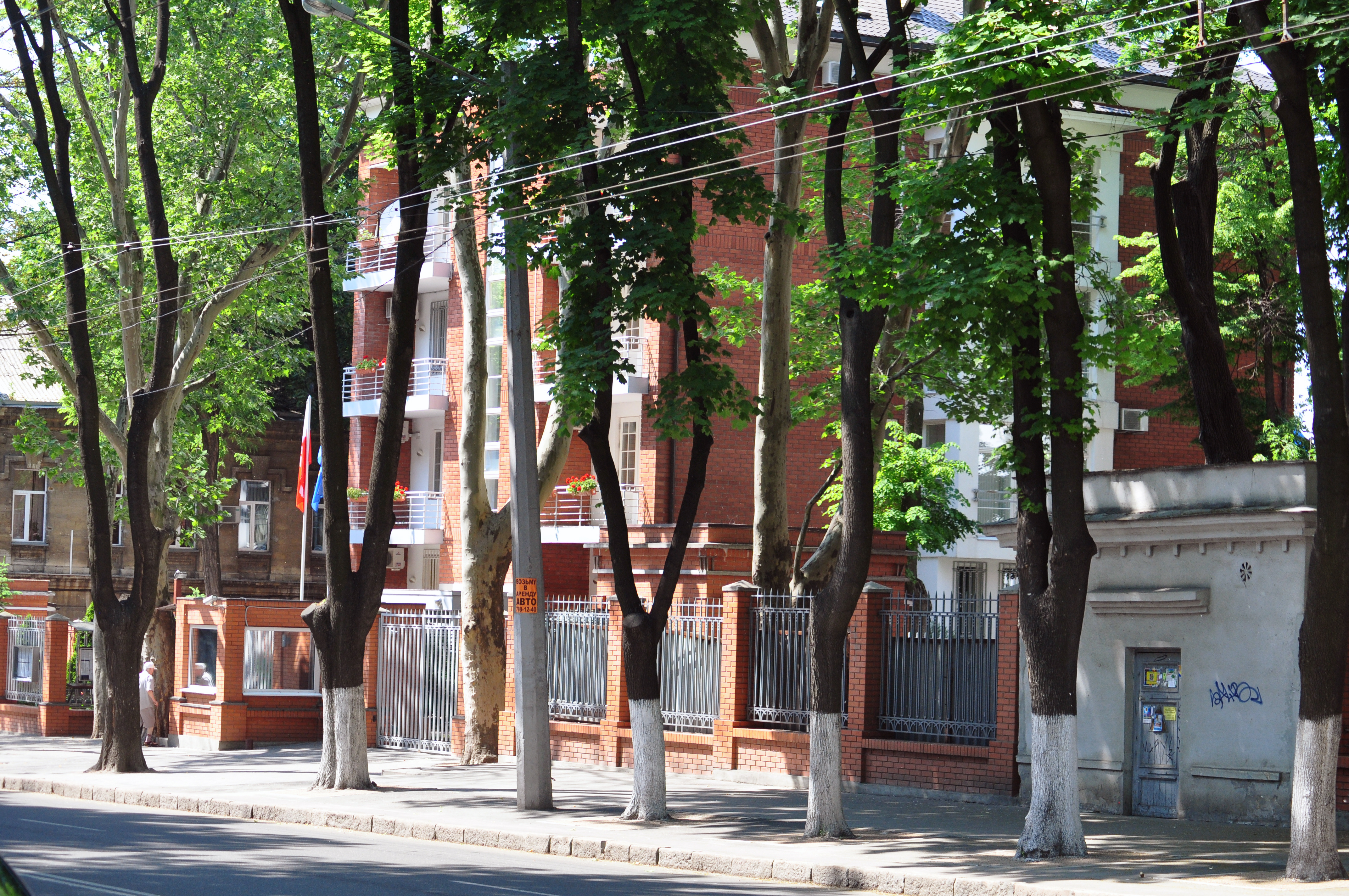
Генеральне консульство Польщі в Одесі

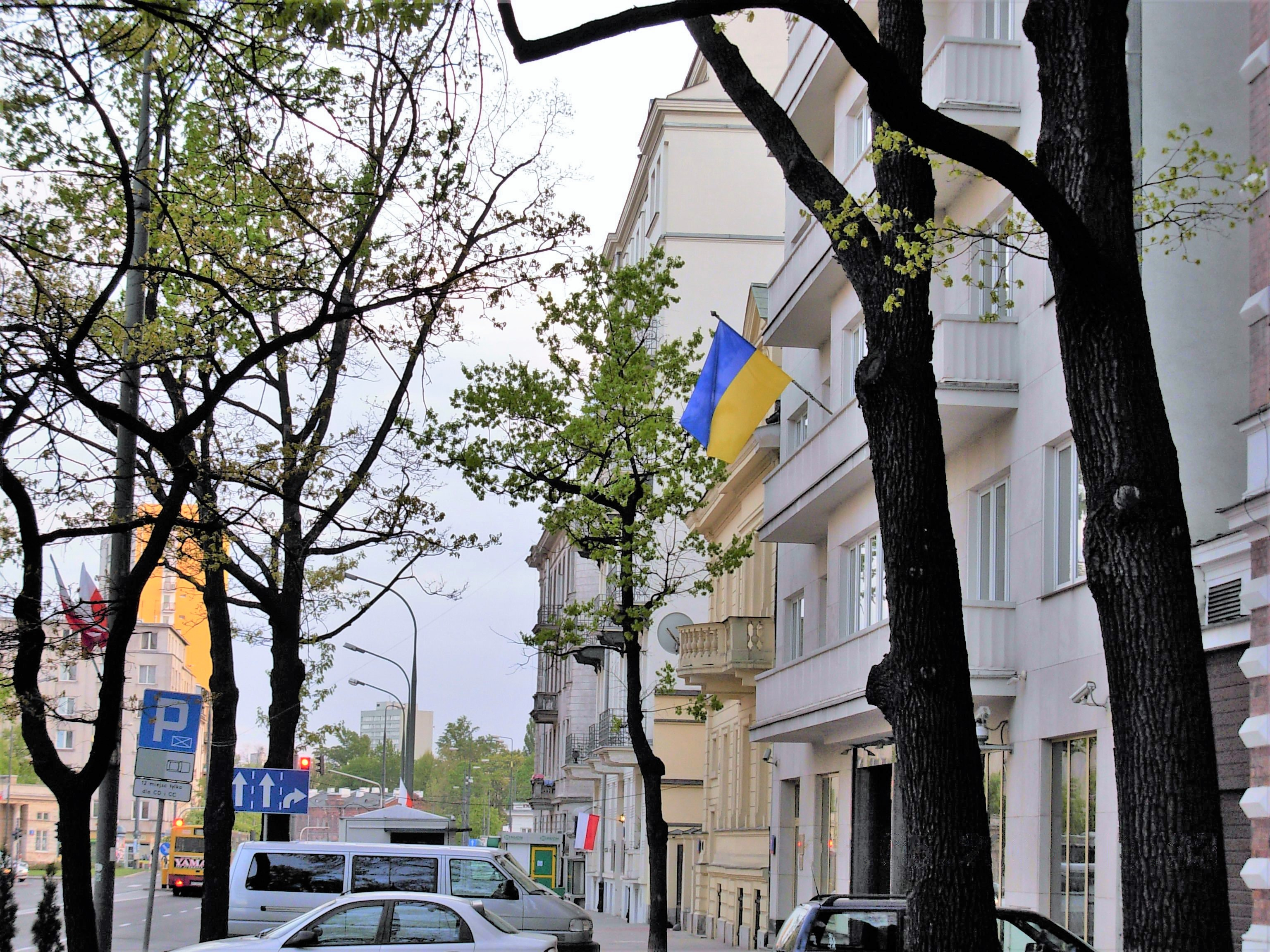
Посольство України у Варшаві
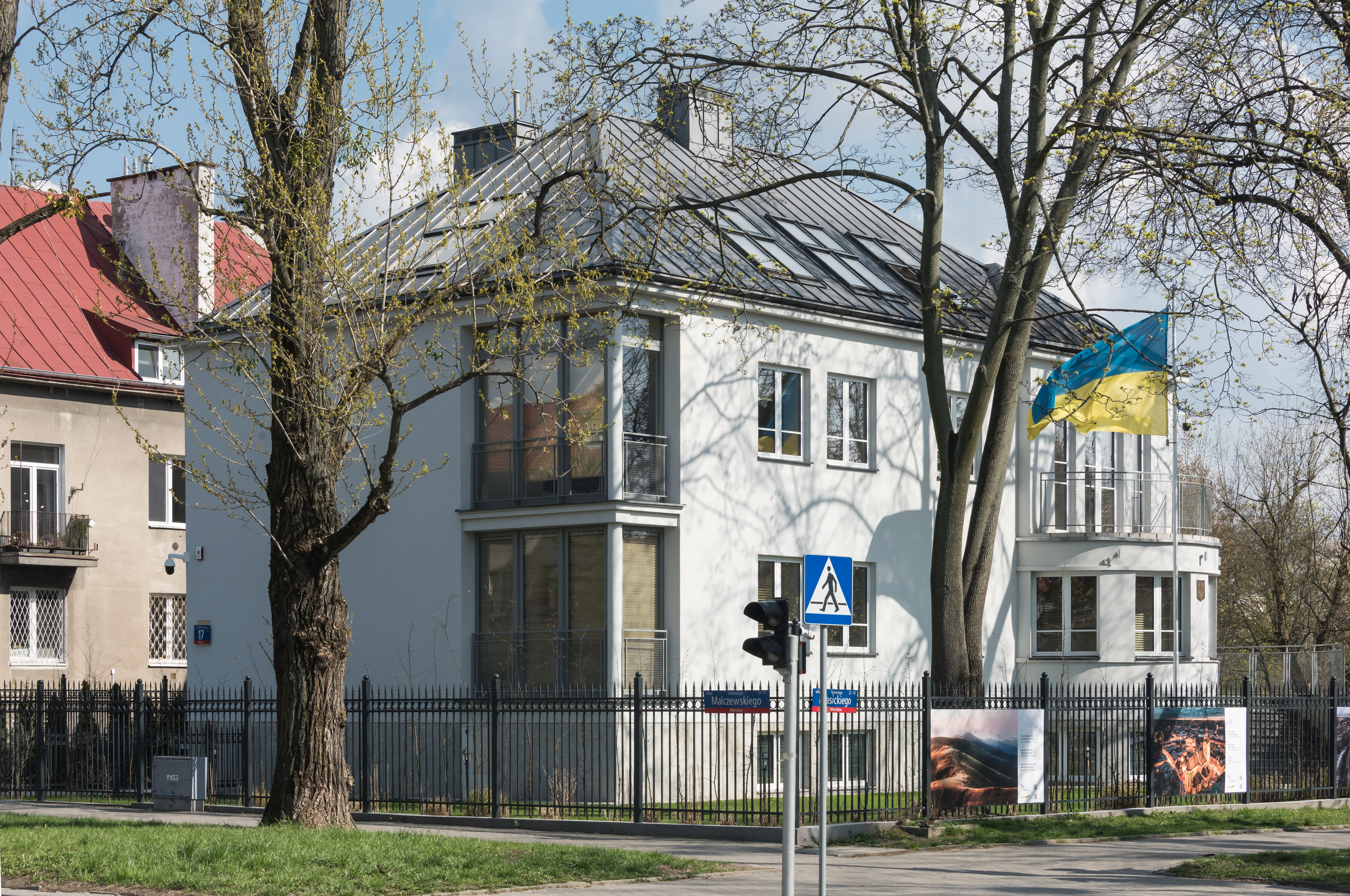
Генеральне консульство України у Варшаві
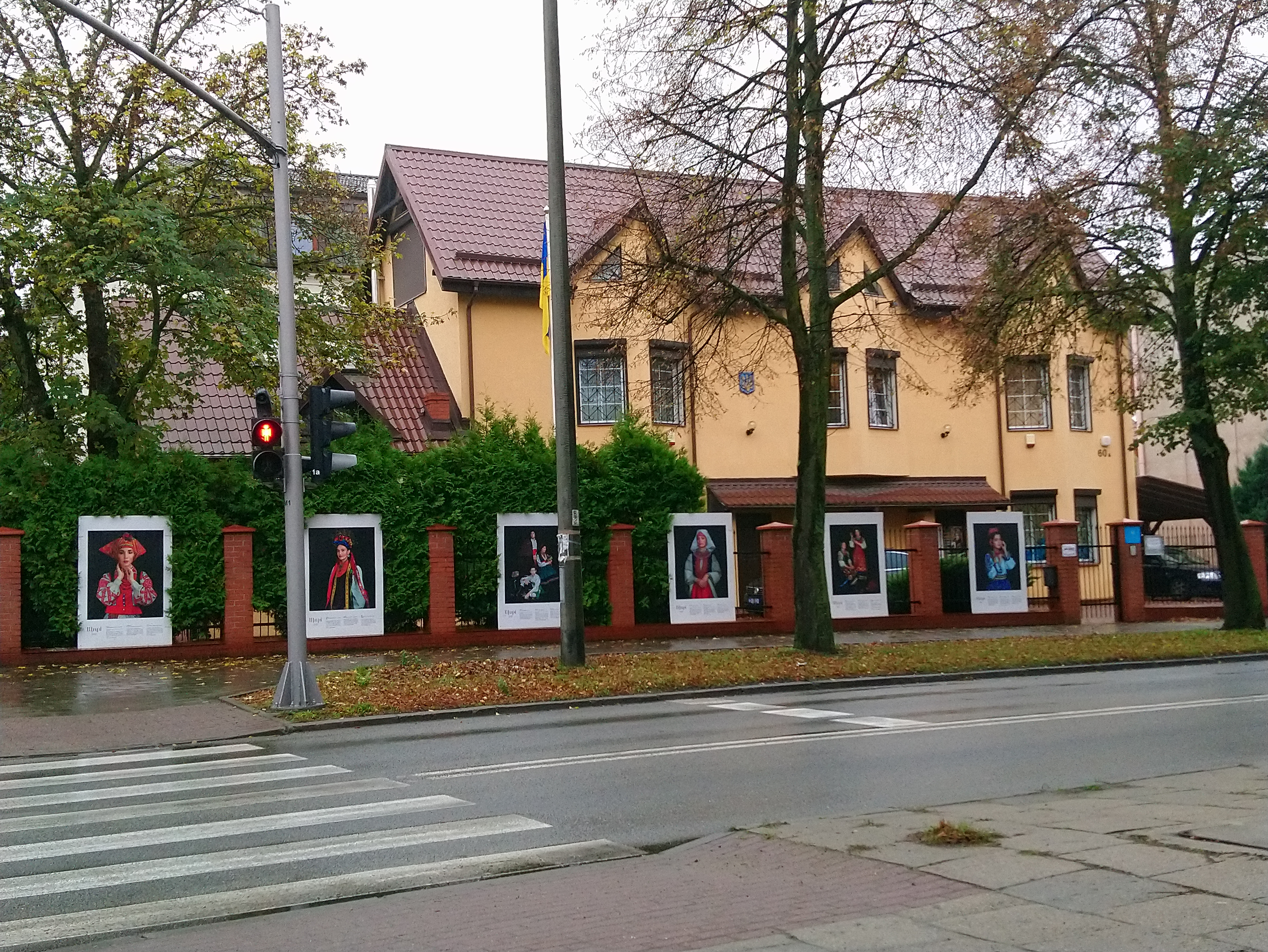
Генеральне консульство України в Гданську
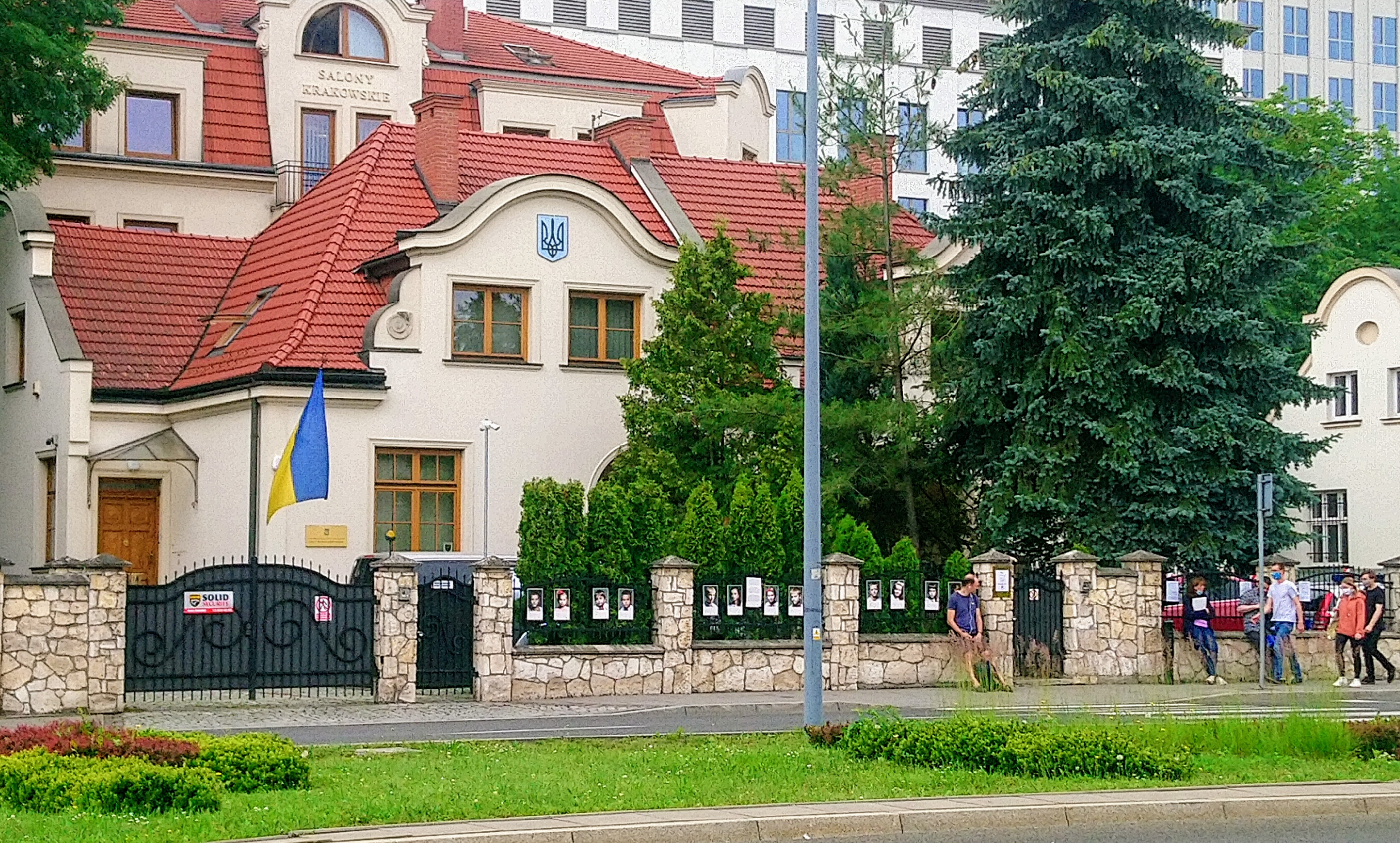
Генеральне консульство України в Кракові